# Liste der nach Personen benannten Straßen und Plätze in Dresden

Wappen der Stadt Dresden

Diese Liste der nach Personen benannten Straßen und Plätze in Dresden enthält alle Straßen und Plätze in Dresden, die nach Personen benannt wurden.

## A
- Abbestraße: Ernst Abbe (1840–1905), Physiker und Industrieller
- Ackermannstraße: Karl Gustav Ackermann (1820–1901), Jurist, Vorsteher der Stadtverordneten, Ehrenbürger von Dresden
- Adalbert-Stifter-Weg: Adalbert Stifter (1805–1868), österreichischer Dichter und Maler
- Adolfstraße: Adolf Franze, Gutsbesitzer und Gemeinderat in Kaditz[3]
- Agneshöhe: Agnes Hottenroth, Ehefrau des Malers Woldemar Hottenroth
- Agnes-Smedley-Straße: Agnes Smedley (1892–1950), amerikanische Schriftstellerin
- Albert-Fromme-Weg: Albert Fromme (1881–1966), Chirurg, Ehrendoktor der Medizinischen Akademie Dresden
- Albert-Hensel-Straße: Albert Hensel (1895–1942), Dresdner Antifaschist und Verfolgter des Naziregimes
- Albertplatz, Albertstraße: Albert von Sachsen (1828–1902), König von Sachsen
- Albert-Richter-Straße: Albert Richter (1845–1898), Kunstmaler in Langebrück
- Albert-Schweitzer-Straße: Albert Schweitzer (1875–1965), Missionsarzt, Theologe und Musiker, Friedensnobelpreisträger
- Albert-Venus-Weg: Albert Venus (1842–1871), Maler in Dresden
- Albert-Wolf-Platz: Albert Wolf (1890–1951), Rabbiner in Dresden von 1920 bis 1938
- Alexander-Herzen-Straße: Alexander Iwanowitsch Herzen (1812–1870), russischer Schriftsteller und Publizist
- Alexander-Puschkin-Platz: Alexander Sergejewitsch Puschkin (1799–1837), russischer Dichter
- Alexanderstraße: Alexander Wollmer, besaß an dieser Straße ein Grundstück
- Alfred-Althus-Straße: Alfred Althus (1888–1943), Dresdner antifaschistischer Widerstandskämpfer und Verfolgter des Naziregimes
- Alfred-Darre-Weg: Max Alfred Darre (1890–1945), Gemeindevorsteher und Bürgermeister in Dölzschen von 1920 bis 1933
- Alfred-Schmieder-Straße: Alfred Schmieder (1883–1942), Dresdner Antifaschist
- Alfred-Schrapel-Straße: Alfred Schrapel (1885–1945), Lehrer, Stadtverordneter, Dresdner Antifaschist und Verfolgter des Naziregimes
- Alfred-Thiele-Straße: Alfred Thiele (1904–1934), Dresdner Antifaschist und Verfolgter des Naziregimes
- Alnpeckstraße: Alnpeck, Rittergutsbesitzer-Geschlecht in Lockwitz und Nickern im 16. Jahrhundert
- Alojs-Andricki-Straße: Alois Andritzki (1914–1943), sorbischer Kaplan an der Katholischen Hofkirche in Dresden, 2011 seliggesprochen
- Am Beutlerpark: Otto Beutler (1853–1926), Jurist und Oberbürgermeister von Dresden
- Am Lucknerpark: benannt nach der Familie von Felix Graf von Luckner, Besitzer des Schlosses und Rittergutes Altfranken
- Amalie-Dietrich-Platz: Amalie Dietrich (1821–1891), Botanikerin und Forschungsreisende
- Ammonstraße: Christoph Friedrich von Ammon (1766–1850), Oberhofprediger in Dresden
- An der Herzogin Garten: Sophie von Brandenburg (1568–1622), Gemahlin des Kurfürsten Christian I. von Sachsen
- Andersenstraße: Hans Christian Andersen (1805–1875), dänischer Schriftsteller
- Andreas-Hofer-Straße: Andreas Hofer (1767–1810), Tiroler Freiheitskämpfer
- Andreas-Schubert-Straße: Johann Andreas Schubert (1808–1870), Ingenieur, Konstrukteur der ersten deutschen Lokomotive „Saxonia“, Professor an der Technischen Bildungsanstalt in Dresden
- Angelikastraße: Angelika Kauffmann (1741–1807), Malerin und Grafikerin
- Anna-Angermann-Straße: Anna Elisabeth Angermann (1883–1985), Malerin in Dresden
- Anne-Frank-Straße: Anne Frank (1929–1945), jüdisches deutsches Mädchen und Verfolgte des Naziregimes
- Annenstraße: benannt nach der Annenkirche und der Fürbitterin Anna von Dänemark (1532–1585), Gemahlin des Kurfürsten August von Sachsen
- Anton-Graff-Straße: Anton Graff (1736–1813), Bildnismaler in Dresden
- Anton-Günther-Weg: Anton Günther (1876–1937), Heimatlieddichter aus dem Erzgebirge
- Antonin-Dvorak-Straße: Antonín Dvořák (1841–1904), tschechischer Komponist
- Antonsplatz, Antonstraße: Anton der Gütige (1755–1836), König von Sachsen
- Anton-Weck-Straße: Anton Weck (1623–1680), kurfürstlicher Rat und Chronist
- Anzengruberweg: Ludwig Anzengruber (1839–1889), österreichischer Schriftsteller
- Arltstraße: Max Arlt (1876–1933), Architekt und Stadtbauamtmann in Dresden
- Arndtstraße: Ernst Moritz Arndt (1769–1860), Dichter, Professor für Geschichte
- Arno-Holz-Allee: Arno Holz (1863–1929), Schriftsteller, Mitbegründer der naturalistischen Literaturbewegung
- Arno-Lade-Straße: Arno Lade (1892–1944), Schmied, Dresdner Antifaschist
- Arnoldstraße: Johann Christoph Arnold (1763–1847), Buchhändler, Verleger, Stadtverordneter und Stifter in Dresden
- Arno-Schellenberg-Straße: Arno Schellenberg (1903–1983), Professor für Gesang, Bariton an der Dresdner Staatsoper
- Arthur-Schloßmann-Weg: Arthur Schloßmann (1867–1932), Kinderarzt in Dresden, Gründer der ersten Säuglingsklinik
- Arthur-Weineck-Straße: Arthur Weineck (1900–1944), Dresdner Antifaschist
- August-Bebel-Straße: August Bebel (1840–1913), Politiker, Mitbegründer und Vorsitzender der sozialdemokratischen Arbeiterpartei
- August-Böckstiegel-Straße: Peter August Böckstiegel (1889–1951), Maler und Grafiker in Dresden
- Auguste-Lazar-Straße: Augusta Wieghardt-Lazar (1887–1970), Schriftstellerin in Dresden
- Auguste-Lewinsohn-Straße: Auguste Lewinsohn (1868–1957), Politikerin
- Augustinstraße: Karl Gottlob Augustin (1800–1870), Stifter und Wohltäter in Kleinzschachwitz
- August-Röckel-Straße: August Röckel (1814–1876), Musikdirektor am Dresdner Hoftheater, revolutionärer Demokrat
- Augustusstraße, Augustusweg: August der Starke (1670–1733), Kurfürst von Sachsen seit 1694, König von Polen seit 1697
- August-Wagner-Straße: Karl August Wagner (1857–1914), Baumeister in Weixdorf

## B
- Bachmannstraße: Paul Oswald Bachmann (1871–1923), Direktor der Sächsischen Elektrizitätsgesellschaft und Direktor des Sanatoriums Bühlau („Kaiser Barbarossa Bad“)
- Baluschekstraße: Hans Baluschek (1870–1935), Maler, Graphiker und Schriftsteller
- Barbarastraße: Barbara von Nikomedien, Schutzheilige der Bergleute und der Artilleristen
- Barbarossaplatz: Kaiser Friedrich I., Kaiser Barbarossa (Rotbart) (um 1122–1190)
- Barkhausenstraße: Heinrich Barkhausen (1881–1956), Physiker, Professor an der TH Dresden
- Barlachstraße: Ernst Barlach (1870–1938), Bildhauer, Grafiker und Dichter
- Barteldesplatz: Karl Louis Barteldes (1821–1880), Gemeinderatsmitglied und Stifter in Blasewitz
- Basedowstraße: Johann Bernhard Basedow (1724–1790), Pädagoge, Erziehungsreformer
- Baudissinstraße: Wolf Heinrich Graf von Baudissin (1789–1878), Schriftsteller und Übersetzer in Dresden
- Beckerstraße: Karl Friedrich Wilhelm Becker († 1901), Gemeinde- und Schulvorstand in Rähnitz
- Bedrich-Smetana-Straße: Bedřich Smetana (1824–1884), tschechischer Komponist
- Beethovenstraße: Ludwig van Beethoven (1770–1827), Komponist
- Behringstraße: Emil Adolf von Behring (1854–1917), Bakteriologe und Serologe, Nobelpreisträger für Medizin (1901)
- Behrischstraße: Burkhard Leberecht Behrisch (1682–1750), Bürgermeister in Dresden von 1733 bis 1750
- Beilstraße: Eva Rosine Beil (1822–1897), Stifterin und Wohltäterin in Gruna[4]
- Bellingrathstraße: Ewald Bellingrath (1838–1903), Ingenieur, Begründer der Kettenschleppschiffahrtgesellschaft
- Benzstraße: Carl Friedrich Benz (1844–1929), Automobilkonstrukteur und Industrieller
- Bergerstraße: Johann Carl Berger (1818–1891), Gemeindevorstand in Langebrück von 1851 bis 1889
- Bergmannstraße: Ehregott Friedrich Bergmann (1710–1773), Bürgermeister in Dresden von 1767 bis 1773[5]
- Bernard-Shaw-Straße: George Bernard Shaw (1856–1950), irischer Schriftsteller, Literaturnobelpreisträger 1925
- Bernd-Aldenhoff-Straße: Bernd Aldenhoff (1908–1959), Sänger an der Dresdner Staatsoper
- Bernerstraße: Berner, Dresdner Ratsgeschlecht im Mittelalter
- Bernhard-Kretzschmar-Straße: Bernhard Kretzschmar (1889–1972), Maler und Grafiker in Dresden
- Bernhardstraße: Bernhard August von Lindenau (1779–1854), Jurist und Gelehrter, sächsischer Staatsminister, Ehrenbürger von Dresden
- Bernhard-von-Lindenau-Platz: Bernhard August von Lindenau (1779–1854), Jurist und Gelehrter, sächsischer Staatsminister, Ehrenbürger von Dresden
- Bernhard-Wensch-Straße: Bernhard Wensch (1908–1942), katholischer Jugendseelsorger, Antifaschist
- Bertha-Dißmann-Straße: Bertha Dißmann (1874–1954), Langebrücker Kochbuchautorin
- Bertheltstraße: August Berthelt (1813–1896), Lehrer, Bürgerschuldirektor, Stadtverordneter, Bezirksschulinspektor und Mitbegründer des Deutschen Lehrervereins in Dresden
- Berthold-Haupt-Straße: Berthold Haupt (1904–1933), Buchdrucker, Dresdner Antifaschist
- Bertolt-Brecht-Platz: Bertolt Brecht (1898–1956), Dramatiker, Lyriker und Regisseur
- Besselplatz: Friedrich Wilhelm Bessel (1784–1846), Astronom
- Bettinastraße: Bettina von Arnim (1785–1859), Schriftstellerin
- Bibrachstraße: Franz Bibrach († 1465), Stadtrat in Dresden, Wohltäter und Stifter
- Biedermannstraße: Woldemar von Biedermann (1817–1903), Staatsbeamter und Goetheforscher
- Bienertstraße: Traugott Bienert (1813–1894), Hofmühlenbesitzer und Wohltäter in Plauen
- Bischof-Benno-Weg: Benno von Meißen (1010–1106), Bischof des Bistums Meißen von 1066 bis 1106
- Bismarckplatz, Bismarckstraße: Otto von Bismarck (1815–1898), preußisch-deutscher Staatsmann
- Blochmannstraße: Rudolf Sigismund Blochmann (1784–1871), Ingenieur, Schöpfer der Gasbeleuchtung in Dresden
- Blüherstraße: Bernhard Blüher (1864–1938), Oberbürgermeister in Dresden 1915–1931
- Bobestraße: Friedrich Hermann Bobe (1860–1925), Steingutarbeiter, Mitbegründer und Vorsitzender des Konsumvereins Pieschen
- Bockemühlstraße: Alfred Bockemühl (1896–1992), Konstrukteur der „Hecht“-Straßenbahnwagen, Technischer Vorstand der Dresdner Straßenbahn AG, Professor an der TH Dresden
- Böcklinstraße: Arnold Böcklin (1827–1901), Schweizer Maler
- Bodelschwinghstraße: Friedrich von Bodelschwingh der Ältere (1831–1910), Theologe und Missionar, Gründer der Bielefelder Missionsanstalten
- Bodemerweg: Jacob Georg Bodemer (1807–1888), Textilfabrikant
- Böhmertstraße: Viktor Böhmert (1829–1918), Professor für Nationalökonomie und Statistik an der TH Dresden
- Bolivarstraße: Simón Bolívar (1783–1830), südamerikanischer Staatsmann, Führer der lateinamerikanischen Unabhängigkeitsbewegung
- Böllstraße: Heinrich Böll (1917–1985), Schriftsteller
- Bonhoefferplatz: Dietrich Bonhoeffer (1906–1945), Theologe und Widerstandskämpfer
- Bönischplatz: Karl Friedrich Emil Bönisch (1832–1894), Stadtrat seit 1871 und Bürgermeister seit 1884 in Dresden
- Böttgerstraße: Johann Friedrich Böttger (1682–1719), Miterfinder des europäischen Porzellans in Dresden
- Bramschstraße: Johann Ludwig Bramsch (1811–1877), Fabrikbesitzer und Wohltäter in Löbtau, Besitzer der Spirituosenfabrik Bramsch in der Friedrichstadt (mit dortigem Weg Am Bramschkontor)
- Bräterstraße: Edmund Bräter (1855–1925), Architekt und Stadtbaurat in Dresden
- Brehmweg: Christian Ludwig Brehm (1787–1864), Pfarrer und Ornithologe
- Breitscheidstraße: Rudolf Breitscheid (1874–1944), sozialdemokratischer Politiker
- Brendelweg: Christian Friedrich Brendel (1776–1861), Maschinenkonstrukteur, Verdienste bei der Industrialisierung des Bergbaus
- Brentanostraße: Clemens Brentano (1778–1842), Dichter der Romantik
- Brockhausstraße: Friedrich Arnold Brockhaus (1772–1823), Begründer der gleichnamigen Verlagsanstalt
- Brucknerstraße: Anton Bruckner (1824–1896), österreichischer Komponist
- Brueghelstraße: Pieter Bruegel der Ältere (um 1525–1569), niederländischer Maler und Zeichner
- Brühlsche Gasse: benannt nach dem ehemaligen Palais des Grafen von Brühl (1700–1763), Premierminister von 1746 bis 1763
- Bruhmstraße: Wilhelm Theodor Bruhm (1811–1897), Forstmeister in Langebrück[6]
- Bruno-Bürgel-Straße: Bruno Hans Bürgel (1875–1948), Astronom und Schriftsteller
- Buchnerstraße: Paul Buchner (1531–1607), Baumeister und Oberzeugmeister in Dresden
- Bulgakowstraße: Michail Afanassjewitsch Bulgakow (1891–1940), russisch-sowjetischer Schriftsteller
- Bünauplatz: Heinrich Graf von Bünau (1697–1762), sächsischer Staatsmann und Geschichtsschreiber
- Bunsenstraße: Robert Wilhelm Bunsen (1811–1899), Chemiker und Physiker
- Burckhardtstraße: Gottlob Samuel Burckhardt (1784–1849), Kürschnermeister und Stadtverordneter in Dresden
- Burgkstraße: Arthur Dathe von Burgk (1823–1897), Bergwerks- und Rittergutsbesitzer, Wohltäter in Löbtau
- Burgsdorffstraße: Curt Ludwig Franz von Burgsdorff (1849–1922), Amtshauptmann von Dresden-Neustadt, Verdienste um die Gemeinde Trachau
- Busmannstraße: Lorenz Busmann († 1406), Bürgermeister in Dresden von 1392 bis 1406
- Büttigstraße: Wilhelm Büttig (1809–1879) und Ernst Leberecht Büttig, Stifter in Nickern[7][8]

## C
- Calberlastraße: Gustav Moritz Calberla (1809–1906), Kaufmann, Mitinhaber der Calberlaschen Zuckersiederei, Erbauer der Straße[9]
- Calvinstraße: Johannes Calvin (1509–1564), Reformator
- Canalettostraße: Bernardo Bellotto, genannt Canaletto (1720–1780), Hofmaler in Dresden
- Carl-Borisch-Straße: Carl Friedrich Borisch (1828–1906), Mitglied des Gemeinderates und Förderer in Kleinzschachwitz
- Carl-Immermann-Straße: Carl Leberecht Immermann (1796–1840), Schriftsteller und Dramaturg
- Carl-Maria-von-Weber-Straße: Carl Maria von Weber (1786–1826), Komponist, Musikschriftsteller und Kapellmeister in Dresden, Schöpfer der deutschen Nationaloper
- Carl-Zeiß-Straße: Carl Zeiß (1816–1888), Optiker, Mechaniker und Industrieller
- Carolaplatz: Carola von Wasa-Holstein-Gottorp (1833–1907), Gemahlin des Königs Albert von Sachsen
- Caroline-Bardua-Straße: Caroline Bardua (1781–1864), Malerin
- Carolinenstraße: Maria Karoline von Österreich (1801–1832), Gemahlin des Kronprinzen Friedrich August
- Carrierastraße: Rosalba Carriera (1675–1757), Malerin
- Carusufer: Carl Gustav Carus (1789–1869), Arzt, Naturwissenschaftler, Philosoph und Maler in Dresden
- Caspar-David-Friedrich-Straße: Caspar David Friedrich (1774–1840), Maler, Professor an der Dresdner Kunstakademie
- Cauerstraße: Emil Cauer der Ältere (1800–1867), Bildhauer
- Chamissostraße: Adelbert von Chamisso (1781–1838), Dichter
- Charlotte-Bühler-Straße: Charlotte Bühler (1893–1974), Psychologin, Hochschullehrerin an der TH Dresden
- Charlottenstraße: Charlotte von Schiller (1766–1826), Ehefrau des Dichters Friedrich von Schiller
- Chiaverigasse: Gaetano Chiaveri (1689–1770), italienischer Architekt in Dresden
- Chopinstraße: Frédéric Chopin (1810–1849), polnischer Komponist und Pianist
- Christian-Morgenstern-Straße: Christian Morgenstern (1871–1914), Schriftsteller und Lyriker
- Christian-Sültze-Straße: Christian Sültze, Ortsrichter und Chronist in Lockwitz um 1700[10]
- Clara-Viebig-Straße: Clara Viebig (1860–1952), Schriftstellerin
- Clara-Zetkin-Straße: Clara Zetkin (1857–1933), Politikerin, Frauenrechtlerin und Publizistin
- Clausen-Dahl-Straße: Johan Christian Clausen Dahl (1788–1857), norwegischer Maler, Professor an der Dresdner Kunstakademie
- Clemens-Müller-Straße: Clemens Müller (1828–1902), königlich-sächsischer Kommerzienrat, Gründer der ersten deutschen Nähmaschinenfabrik in Dresden
- Collenbuschstraße: Friedrich Adolph Collenbusch (1841–1921), Kommerzienrat, Kaufmann und Fabrikant
- Columbusstraße: Christoph Columbus (1446–1506), Entdecker von Amerika
- Comeniusplatz: Johann Amos Comenius (1592–1670), Theologe, Pädagoge und Schriftsteller
- Conertplatz: Herbert Conert (1886–1946), Dresdner Stadtbaurat
- Conrad-Felixmüller-Straße: Conrad Felixmüller (1897–1977), Maler und Grafiker in Dresden
- Conradstraße: Konrad I. (um 1098–1157), Markgraf von Meißen
- Corinthstraße: Lovis Corinth (1858–1925), Maler und Grafiker
- Cornelius-Gurlitt-Straße: Cornelius Gurlitt (1850–1938), Architekt, Bau- und Kunsthistoriker, Professor an der TH Dresden, Begründer der sächsischen Denkmalpflege
- Coselgasse: Constantia von Cosel (1680–1765), Mätresse von August dem Starken
- Coselweg: Friedrich August von Cosel (1712–1770), Besitzer eines nahegelegenen Kupferbergwerks, Sohn der Gräfin Cosel
- Cranachstraße: Lucas Cranach d. Ä. (1472–1553), sächsischer Hofmaler, Zeichner und Kupferstecher
- Curt-Guratzsch-Straße: Curt Guratzsch (1891–1965), Pädagoge und Publizist in Dresden, Vorsitzender des Verbandes zur Förderung der Neustadt
- Curt-Querner-Straße: Curt Querner (1904–1976), Maler und Grafiker in Dresden

## D
- Damaschkestraße: Adolf Damaschke (1865–1935), Lehrer und Sozialreformer
- Darwinstraße: Charles Robert Darwin (1809–1882), englischer Geologe und Naturforscher, Begründer der modernen Evolutionstheorie
- Defreggerstraße: Franz von Defregger (1835–1921), Maler
- Degelestraße: Eugen Degele (1834–1886),[11] Kammersänger am Dresdner Hoftheater
- Dessauerstraße: Leopold I. von Anhalt-Dessau (1676–1747), der „alte Dessauer“
- Dettmerstraße: Friedrich Dettmer (1835–1880), Hofschauspieler in Dresden
- Devrientstraße: Emil Devrient (1803–1872), Schauspieler am Hoftheater Dresden 1831–1868
- Dieselstraße: Rudolf Diesel (1858–1913), Erfinder des Dieselmotors
- Diesterwegstraße: Friedrich Adolph Wilhelm Diesterweg (1790–1866), Pädagoge und Schulreformer
- Dinglingerstraße: Johann Melchior Dinglinger (1664–1731), Goldschmied und Hofjuwelier in Dresden
- Donathstraße: Christian Hermann Donath († 1909) und Carl Christian Wilhelm Rinaldo Donath (1823–1897), Besitzer des Tanzetablissements „Donaths Neue Welt“[12][13]
- Donndorfstraße: Adolf von Donndorf (1835–1916), Bildhauer, Ehrenmitglied der Dresdner Kunstakademie
- Dopplerstraße: Christian Doppler (1803–1853), österreichischer Physiker
- Dora-Stock-Straße: Dora Stock (1759–1832), Porträtmalerin
- Dora-Zschille-Straße: Dora Anna Zschille-Weydling (1906–1997), Kammersängerin an der Dresdner Staatsoper[14]
- Dore-Hoyer-Straße: Dore Hoyer (1911–1967), Dresdner Tänzerin und Tanzpädagogin
- Dornblüthstraße: Markus Dornblüth (1642–1715), Bürgermeister in Dresden von 1697 bis 1715
- Dorothea-Erxleben-Straße: Dorothea Christiane Erxleben (1715–1762), erwarb 1754 als erste deutsche Frau den Doktorgrad
- Dorotheenstraße: Dorothea, Gestalt in Goethes Epos Hermann und Dorothea
- Dorotheenstraße (Oberwartha): Dorothee Arndt (1892–1980), Tochter des Oberwarthaer Klostergutsbesitzers Fritz Arndt, Erbauer der Straße
- Dostojewskistraße: Fjodor Michailowitsch Dostojewski (1821–1881), russischer Schriftsteller
- Dr.-Friedrich-Wolf-Straße: Friedrich Wolf (1888–1953), Dichter, Arzt und Revolutionär. Straße in Dresden-Neustadt
- Dr.-Külz-Ring: Wilhelm Külz (1875–1948), Oberbürgermeister in Dresden 1931–1933
- Draesekestraße: Felix Draeseke (1835–1913), Komponist und Musikschriftsteller in Dresden
- Dreyßigplatz: Anton Dreyssig (1774–1815), Hoforganist und Begründer der „Dreyssigschen Singakademie“ in Dresden
- Droste-Hülshoff-Straße: Annette Freiin von Droste-Hülshoff (1797–1848), Dichterin
- Duckwitzstraße: Heinrich Eduard Duckwitz (1797–1858), Bankier und Stifter in Dresden
- Dülferstraße: Martin Dülfer (1859–1942), Architekt, Professor und Rektor an der TH Dresden
- Dungerstraße: Hermann Dunger (1843–1912), Pädagoge und Sprachwissenschaftler in Dresden
- Dürerstraße: Albrecht Dürer (1471–1528), Maler, Zeichner und Kupferstecher

## E
- Ebertplatz: Friedrich Ebert (1871–1925), erster Reichspräsident der Weimarer Republik
- Edmund-Leistner-Weg: Edmund Leistner (1864–1921), Gemeindevorstand in Laubegast von 1893 bis 1921
- Edmund-Moeller-Weg: Edmund Moeller (1885–1958), Bildhauer in Dresden
- Eduard-Stübler-Straße: Eduard Stübler (1809–1867), Schuldirektor in Weißig
- Edward-Snowden-Platz (auf Privatgrundstück): Edward Snowden (* 1983), US-amerikanischer Whistleblower[15]
- Egon-Erwin-Kisch-Straße: Egon Erwin Kisch (1885–1948), Journalist und Schriftsteller
- Ehrlichstraße: Johann George Ehrlich (1676–1743), Kaufmann, Ratsherr in Dresden und Stifter
- Eichendorffstraße: Joseph Freiherr von Eichendorff (1788–1857), Dichter
- Einsteinstraße: Albert Einstein (1879–1955), Wissenschaftler, Nobelpreisträger für Physik (1921)
- Eisenstuckstraße: Christian Gottlieb Eisenstuck (1773–1853), Jurist, Kommunalpolitiker in Dresden
- Elfride-Trötschel-Straße: Elfride Trötschel (1913–1958), Sopranistin an der Dresdner Staatsoper
- Elfriede-Lohse-Wächtler-Straße: Elfriede Lohse-Wächtler (1899–1940), deutsche Malerin und Verfolgte des Naziregimes
- Elisabeth-Boer-Straße: Elisabeth Boer (1896–1991), Archivarin, Leiterin des Stadtarchivs Dresden von 1951 bis 1956
- Elisabethstraße: Elisabeth Klemm, Ehefrau des Kaufmanns Alfred Klemm, Erbauer der Straße
- Elsa-Brändström-Straße: Elsa Brändström (1888–1948), schwedische Philanthropin, Initiatorin der Kriegsgefangenenhilfe in Russland im Ersten Weltkrieg
- Else-Sander-Straße: Else Sander (* 1873), Studienrätin und erste Dozentin im Pädagogischen Institut der TH Dresden[16]
- Else-Ulich-Beil-Straße: Else Ulich-Beil (1886–1965), Politikerin und Frauenrechtlerin
- Emerich-Ambros-Ufer: Emerich Ambros (1896–1933), Gewerkschaftsfunktionär, Dresdner Antifaschist
- Emilienstraße: Emilie Kolbe, Ehefrau des Unternehmers und Stifters Carl Kolbe (1855–1909)
- Emil-Rosenow-Straße: Emil Rosenow (1871–1904), Schriftsteller
- Emil-Ueberall-Straße: Emil Ueberall (1848–1936), sächsischer Geometer, Schöpfer des Bebauungsplanes von Löbtau
- Enderstraße: Carl Ender (1840–1914), Gründer einer wohltätigen Stiftung
- Enno-Heidebroek-Straße: Enno Heidebroek (1876–1955), Maschinenbauingenieur, Professor und Rektor an der TH Dresden
- Erich-Kästner-Straße: Erich Kästner (1899–1974), Dresdner Schriftsteller und Journalist
- Erich-Ockert-Weg: Erich Ockert (1889–1953), Maler und Grafiker in Dresden und Weixdorf
- Erich-Ponto-Straße: Erich Ponto (1884–1957), Schauspieler in Dresden von 1914 bis 1947
- Erlweinstraße: Hans Erlwein (1872–1914), Architekt und Stadtbaurat in Dresden
- Ermelstraße: Friedrich August Ermel (1740–1812), Bürgermeister in Dresden von 1787 bis 1809
- Ermischstraße: Hubert Georg Ermisch (1883–1951), Architekt und Denkmalpfleger, Leiter der Zwingerbauhütte von 1926 bis 1936 und von 1945 bis 1951 Leiter des Wiederaufbaus des Zwingers
- Erna-Berger-Straße: Erna Berger (1900–1990), Koloratursopranistin
- Erna-Sack-Straße: Erna Dorothea Luise Sack (1898–1972), Kammersängerin an der Dresdner Staatsoper
- Ernst-Toller-Straße: Ernst Toller (1893–1939), Schriftsteller
- Ernst-Wagner-Straße: Ernst Wagner (1880–1954), Bürgermeister von Boxdorf[17]
- Eschebachstraße: Carl August Emil Eschebach (1842–1905), Klempner, Industrieller und Kunstmäzen in Dresden
- Etha-Richter-Straße: Etha Richter (1883–1977), deutsche Bildhauerin und Zeichnerin
- Eugen-Bracht-Straße: Eugen Bracht (1842–1921), Maler, Professor an der Dresdner Kunstakademie
- Eugen-Dieterich-Straße: Eugen Dieterich (1840–1904), Chemiker, Inhaber der Chemischen Fabrik Helfenberg
- Eugen-Hoffmann-Straße: Eugen Hoffmann (1892–1955), Bildhauer, Maler und Grafiker Professor an der Dresdner Kunstakademie
- Eulerstraße: Leonhard Euler (1707–1783), Schweizer Mathematiker und Physiker
- Eva-Büttner-Straße: Eva Büttner (1886–1969), Publizistin und Politikerin
- Eva-Schulze-Knabe-Straße: Eva Schulze-Knabe (1907–1976), Malerin und Grafikerin, Professorin an der Dresdner Kunstakademie
- Ewald-Kluge-Straße: Ewald Kluge (1909–1964), Motorradrennfahrer aus Lausa, Europameister und „Meister der Meister“
- Ewald-Schönberg-Straße: Ewald Schönberg (1882–1949), Maler in Dresden

## F
- F.-C.-Weiskopf-Platz: Franz Carl Weiskopf (1900–1955), Schriftsteller und Übersetzer
- Fabrice-Straße: Alfred von Fabrice (1818–1891), sächsischer General und Vorsitzender des sächsischen Gesamtministeriums
- Fanny-Lewald-Straße: Fanny Lewald (1811–1889), Schriftstellerin und Frauenrechtlerin
- Fechnerstraße: Gustav Theodor Fechner (1801–1887), Physiker, Philosoph und Schriftsteller
- Felix-Dahn-Weg: Felix Dahn (1834–1912), Schriftsteller
- Ferdinand-Avenarius-Straße: Ferdinand Avenarius (1856–1923), Schriftsteller und Kunstkritiker Herausgeber der Zeitschrift Kunstwart
- Ferdinandplatz: Ferdinand IV. (1835–1908), Gemahl der Prinzessin Anna von Sachsen
- Fetscherplatz, Fetscherstraße: Rainer Fetscher (1895–1945), Arzt in Dresden und bürgerlicher Demokrat
- Feuerbachstraße: Anselm Feuerbach (1829–1880), Maler
- Fichtestraße: Johann Gottlieb Fichte (1762–1814), Philosoph
- Fidelio-F.-Finke-Straße: Fidelio F. Finke (1891–1968), Komponist, Rektor der Akademie für Musik und Theater in Dresden
- Fiedlerstraße: Carl Ludwig Alfred Fiedler (1835–1921), Mediziner und Gründer von Heilanstalten, Ehrenbürger von Dresden
- Fischerstraße: August Fischer (1824–1897), Besitzer des Gasthofes Weißer Adler, Schöpfer eines Bebauungsplanes in Loschwitz
- Florian-Geyer-Straße: Florian Geyer (um 1490–1525), Reichsritter und Bauernführer
- Försterlingstraße: Friedrich Wilhelm Emil Försterling (1827–1872), Kupferschmied, Stadtverordneter, Präsident des Allgemeinen Deutschen Arbeitervereines
- Försterstraße: Friedrich Wilhelm Foerster (1869–1966), Theologe und Erziehungswissenschaftler
- Franklinstraße: Benjamin Franklin (1706–1790), Publizist, Ökonom und Naturforscher, amerikanischer Staatsmann
- Franz-Bänsch-Straße: Franz Bänsch (1899–1961), Pater, katholischer Gefängnisgeistlicher der Ordensgemeinschaft St. Paulus in Dresden-Plauen
- Franz-Curti-Straße: Franz Curti (1854–1898), Komponist und Dirigent
- Franziska-Tiburtius-Straße: Franziska Tiburtius (1843–1927), deutsche Ärztin und Kämpferin für das Frauenstudium
- Franz-Latzel-Straße: Franz Latzel (1880–1941), Schlosser, Dresdner Antifaschist
- Franz-Lehmann-Straße: Franz Lehmann (1899–1945), Dresdner Antifaschist
- Franz-Liszt-Straße: Franz Liszt (1811–1886), ungarisch-deutscher Pianist und Komponist
- Franz-Mehring-Straße: Franz Mehring (1846–1919), Politiker und Historiker
- Franz-Rädlein-Weg: Franz Rädlein (1890–1966), Bildhauer in Weixdorf
- Franzweg: Max Franz (1860–1916), Gutsbesitzer und Gemeindevorstand
- Franz-Werfel-Straße: Franz Werfel (1890–1945), österreichischer Schriftsteller
- Fraunhoferstraße: Joseph von Fraunhofer (1787–1826), Physiker und Erfinder
- Freiligrathstraße: Ferdinand Freiligrath (1810–1876), Dichter
- Freystraße: Karl Friedrich August Frey (1816–1883), Revierförster, Stifter in Kleinzschachwitz
- Friebelstraße: August Friebel (1828–1900), Gemeindevorstand und Ortsrichter in Leubnitz-Neuostra
- Friederike-Beier-Weg (auf Privatgrundstück): Friederike Beier (1944–2017), engagierte Bürgerin, Ärztin, Therapeutin und Gründerin[18]
- Friederike-Serre-Weg: Friederike Serre (1800–1872), Stifterin, Gastgeberin eines Künstlerkreises in Maxen
- Friedrich-Adolph-Sorge-Straße: Friedrich Adolf Sorge (1828–1906), deutsch-amerikanischer Arbeiterführer
- Friedrich-August-Straße: Friedrich August III. (1865–1932), König von Sachsen 1904–1918
- Friedrich-Böttcher-Weg: Friedrich Wilhelm Böttcher (1886–1960), Lehrer und Ortschronist in Dresden-Briesnitz
- Friedrich-Bouché-Weg: Friedrich Bouché (1850–1933), Gartenarchitekt und Obergartendirektor in Dresden
- Friedrich-Ebert-Straße: Friedrich Ebert (1871–1925), Staatsmann und Politiker, Reichspräsident der Weimarer Republik
- Friedrich-Hegel-Straße: Georg Wilhelm Friedrich Hegel (1770–1831), Philosoph
- Friedrich-Kind-Straße: Johann Friedrich Kind (1768–1843), Jurist und Schriftsteller
- Friedrich-List-Platz: Friedrich List (1789–1846), Wirtschaftstheoretiker und Wirtschaftspolitiker, Mitbegründer des deutschen Eisenbahnwesens
- Friedrich-Press-Straße: Friedrich Press (1904–1990), Bildhauer in Dresden
- Friedrichstraße: Friedrich August I. von Sachsen (1670–1733), Kurfürst von Sachsen 1694–1733, König von Polen (als August II.) (1697–1733)
- Friedrich-Wieck-Straße: Friedrich Wieck (1785–1873), Klavier- und Gesangspädagoge in Dresden
- Friedrich-Wilhelm-Pohle-Gasse: Friedrich Wilhelm Pohle (1830–1892), Lehrer, Kantor und Ortschronist in Loschwitz
- Friedrich-Wolf-Straße: Friedrich Wolf (1888–1953), Dichter, Arzt und Revolutionär. Straße in Langebrück
- Friesengasse: Franz Gemachreich, genannt Friese, kurfürstlicher Furier, Erbauer der ersten Häuser auf diesem Areal
- Fritz-Arndt-Platz: Fritz Arndt (1856–1919), Besitzer des Klostergutes und Initiator einer modernen Dorfgestaltung in Oberwartha
- Fritz-Busch-Straße: Fritz Busch (1890–1951), Generalmusikdirektor der Dresdner Oper
- Fritz-Foerster-Platz: Fritz Foerster (1866–1931), Chemiker, Professor an der TH Dresden
- Fritz-Hoffmann-Straße: Fritz Hoffmann (1907–1942), Dresdner Antifaschist
- Fritz-Löffler-Platz, Fritz-Löffler-Straße: Fritz Löffler (1899–1988), Dresdner Kunsthistoriker
- Fritz-Meinhardt-Straße: Fritz Meinhardt (1899–1943), Dresdner Antifaschist
- Fritz-Reuter-Straße: Fritz Reuter (1810–1874), Schriftsteller
- Fritz-Schreiter-Straße: Fritz Schreiter (1892–1944), Dresdner Antifaschist und Kommunalpolitiker, Bürgermeister in Zschachwitz
- Fritz-Schulze-Straße: Fritz Schulze (1903–1942), Maler und Graphiker, Dresdner Antifaschist
- Fröbelstraße: Friedrich Fröbel (1782–1852), Pädagoge, Begründer der Kindergartenerziehung
- Fuchsstraße: Albert Fuchs (1858–1910), Dresdner Komponist und Gesangslehrer

## G
- Gabelsbergerstraße: Franz Xaver Gabelsberger (1789–1849), Stenograph, Schöpfer der kursiven Kurzschrift
- Galileistraße: Galileo Galilei (1564–1642), italienischer Mathematiker, Physiker und Astronom
- Ganghoferstraße: Ludwig Albert Ganghofer (1855–1920), Schriftsteller
- Gaußstraße: Carl Friedrich Gauß (1777–1855), Mathematiker, Physiker und Astronom
- Gautschweg: Carl Friedrich Constantin Gautsch (1810–1879), (auch Karl) Rechtsanwalt und Heimatforscher in Dresden
- Gebauerstraße: Karl Traugott Gebauer (1828–1895), Gemeindevorsteher von Coschütz
- Geblerstraße: Johann Heinrich Moritz Gebler (1817–1879), Seifensiedermeister in Dresden[19]
- Gehestraße: Franz Ludwig Gehe (1810–1882), Pharmagroßhändler
- Geibelstraße: Emanuel Geibel (1815–1884), Schriftsteller und Übersetzer
- Geinitzstraße: Hanns Bruno Geinitz (1814–1900), Geologe und Paläontologe, Direktor des Mineralogischen Museums und Professor an der TH Dresden
- Gellertstraße: Christian Fürchtegott Gellert (1715–1769), Dichter
- George-Bähr-Straße: George Bähr (1666–1738), Ratszimmermeister in Dresden, Erbauer der Frauenkirche
- Georgenstraße: Georg der Bärtige (1471–1539), Herzog von Sachsen 1500–1539
- Georg-Estler-Straße: Georg Estler (1860–1954), Dresdner Landschaftsmaler
- Georg-Kühne-Straße: Georg Kühne (1879–1965), Bürgermeister in Langebrück von 1913 bis 1945
- Georg-Marwitz-Straße: Georg Marwitz (1854–1923), Kaufmann und Stifter in Dresden
- Georg-Mehrtens-Straße: Georg Christoph Mehrtens (1843–1917), Bauingenieur, Professor und Rektor an der TH Dresden
- Georg-Nerlich-Straße: Georg Nerlich (1892–1982), Maler und Grafiker, Professor an der Technischen Hochschule Dresden
- Georg-Palitzsch-Straße: Johann Georg Palitzsch (1723–1788), Bauer und Astronom in Dresden
- Georgplatz: Georg von Sachsen (1832–1904), König von Sachsen 1902–1904
- Georg-Schumann-Straße: Georg Schumann (1886–1945), Antifaschistischer Widerstandskämpfer
- Georg-Starcke-Weg: Johann Georg Starcke (um 1640–1695), Architekt und Oberlandbaumeister in Dresden
- Georg-Treu-Platz: Georg Treu (1843–1921), erster Direktor der Skulpturensammlung des Albertinums
- Georg-Wrba-Straße: Georg Wrba (1872–1939), Bildhauer, Professor an der Kunstakademie Dresden
- Gerberstraße: Christian Gottlob Gerber (1686–1764), Pfarrer und Ortschronist in Lockwitz
- Gerhart-Hauptmann-Straße: Gerhart Hauptmann (1862–1946), Schriftsteller
- Gerokstraße: Karl von Gerok (1815–1890), Theologe und Dichter
- Gertrud-Caspari-Straße: Gertrud Caspari (1873–1948), Kinderbuchillustratorin und -autorin in Klotzsche
- Geschwister-Scholl-Straße: Sophie Scholl (1921–1943) und Hans Scholl (1918–1943), Antifaschistische Widerstandskämpfer
- Geystraße: Leonhard Gey (1838–1894), Maler, Professor an der Dresdner Kunstakademie
- Gillestraße: Christian Friedrich Gille (1805–1899), Maler und Kupferstecher in Dresden
- Glasewaldtstraße: Friedrich Glasewaldt (1706–1784), Bürgermeister in Dresden von 1771 bis 1783[20]
- Gluckstraße: Christoph Willibald Gluck (1714–1787), Komponist
- Goetheallee: Johann Wolfgang von Goethe (1749–1832), Dichter
- Goethestraße: Johann Wolfgang von Goethe (1749–1832), Dichter
- Goetzplatz: Ferdinand Goetz (1826–1915), Arzt, Reichstagsabgeordneter, Geschäftsführer der Deutschen Turnerschaft
- Gottfried-Keller-Platz: Gottfried Keller (1819–1890), Schweizer Schriftsteller
- Gotthardt-Kuehl-Straße: Gotthardt Kuehl (1850–1915), Maler, Professor an der Dresdner Kunstakademie
- Gret-Palucca-Straße: Gret Palucca (1902–1993), Tänzerin und Tanzpädagogin, Ehrenbürgerin von Dresden
- Grillparzerplatz: Franz Grillparzer (1791–1872), österreichischer Dichter und Dramatiker
- Grimmstraße: Brüder Grimm, Sprachwissenschaftler, Herausgeber des Deutschen Wörterbuches und der Kinder- und Hausmärchen
- Gröbelstraße: Christian Ernst August Gröbel (1783–1854), Rektor der Kreuzschule von 1816 bis 1848
- Grohmannstraße: Johann Samuel Grohmann (1759–1835), Chronist in Lockwitz[21]
- Großmannstraße: Karl Gustav Großmann (1843–1900), Gemeindevorsteher von Plauen
- Gudehusstraße: Heinrich Wilhelm Gudehus (1842–1909), Sänger an der Dresdner Oper
- Guerickestraße: Otto von Guericke (1602–1686), Naturwissenschaftler und Bürgermeister in Magdeburg
- Güntzplatz: Justus Friedrich Güntz (1801–1875), Herausgeber des Dresdner Anzeigers und Stifter
- Gußmannstraße: Otto Gussmann (1869–1926), Maler, Professor an der Dresdner Kunstakademie
- Gustav-Adolf-Platz: Gustav (II.) Adolf Wasa (1594–1632), König von Schweden
- Gustav-Freytag-Straße: Gustav Freytag (1816–1895), Dichter
- Gustav-Hartmann-Straße: Gustav Hartmann (1842–1910), Großindustrieller und Förderer in Laubegast
- Gustav-Merbitz-Straße: Gustav Merbitz (1835–1913), Gemeindevorstand in Stetzsch
- Gustav-Richter-Straße: Gustav Richter (1890–1942), Dresdner Antifaschist
- Gustav-Schwab-Straße: Gustav Schwab (1792–1850), Schriftsteller und Herausgeber von Sagensammlungen
- Gustav-Voigt-Straße: Gustav Voigt (1852–1938), Gemeindevorstand und Ehrenbürger von Oberwartha
- Gutenbergstraße: Johannes Gensfleisch zur Laden genannt Gutenberg (um 1400–1468), Erfinder des Buchdrucks mit beweglichen Metall-Lettern
- Gutschmidstraße: Christian Gotthelf von Gutschmid (1721–1798), Rechtsanwalt, sächsischer Kabinettsminister und Stifter in Dresden
- Guts-Muths-Straße: Johann Christoph Friedrich GutsMuths (1759–1839), Pädagoge und Wegbereiter des Schulturnens
- Gutzkowstraße: Karl Gutzkow (1811–1878), Schriftsteller und Journalist

## H
- Haeckelstraße: Ernst Haeckel (1834–1919), Naturforscher und Philosoph
- Haenel-Clauß-Platz: Sara Emilie Haenel-Clauß († 1889), Begründerin einer wohltätigen Stiftung in Dresden[22]
- Hagedornplatz: Christian Ludwig von Hagedorn (1712–1780), Generaldirektor der Dresdner Kunstakademie
- Hähnelstraße: Ernst Julius Hähnel (1811–1891), Bildhauer, Professor an der Kunstakademie und Ehrenbürger von Dresden
- Hahnemannstraße: Samuel Hahnemann (1755–1843), Arzt, Begründer der Naturheilkunde
- Halankweg: Arthur Curt Halank (1865–1926), erster Lehrer in Altfranken
- Halleystraße: Edmond Halley (1656–1742), englischer Astronom
- Hallwachsstraße: Wilhelm Hallwachs (1859–1922), Physiker, Professor an der TH Dresden
- Händelallee: Georg Friedrich Händel (1685–1759), Komponist
- Hanns-Rothbarth-Straße: Hanns Rothbarth (1904–1944), Dresdner Antifaschist
- Hans-Böheim-Straße: Hans Behem (um 1458–1476), Pfeifer von Niklashausen, Volksprediger und Musikant
- Hans-Böhm-Straße: Hans Böhm (1909–1999), Musikwissenschaftler und Musikdirektor in Dresden
- Hans-Dankner-Straße: Hans Dankner (1908–1945), Dresdner antifaschistischer Widerstandskämpfer
- Hans-Grundig-Straße: Hans Grundig (1901–1958), Maler und Grafiker, Rektor der Hochschule für Bildende Künste in Dresden
- Hans-Jüchser-Straße: Hans Jüchser (1894–1977), Maler und Grafiker in Dresden
- Hans-Oster-Straße: Hans Oster (1887–1945), General der Artillerie, Patriot und Gegner des Naziregimes
- Hans-Otto-Weg: Hans Otto (1900–1933), Schauspieler
- Hans-Sachs-Straße: Hans Sachs (1494–1576), Schuhmacher, Schriftsteller und Komponist
- Hans-Schäfer-Weg: Hans Schäfer (1912–1984), Kantor in Weixdorf von 1939 bis 1979
- Hans-Thoma-Straße: Hans Thoma (1839–1924), Maler und Grafiker
- Hantzschstraße: Adolf Hantzsch (1841–1920), Lehrer und Heimatforscher in Dresden, Bernhard Hantzsch (1875–1911), Ornithologe und Polarforscher und Viktor Hantzsch (1868–1910), Lehrer und Privatgelehrter in Dresden
- Harkortstraße: Gustav Harkort (1795–1865), Mitbegründer und Direktor der Leipzig-Dresdner Eisenbahn
- Harry-Dember-Straße: Harry Dember (1882–1943), Physiker, Professor an der TH Dresden von 1909 bis 1933
- Hartigstraße: Carl Ernst Hartig (1836–1900), Professor und Rektor der TH Dresden
- Hartmut-Dost-Straße: Friedrich Hartmut Dost (1910–1985), Kinderarzt, Begründer der Pharmakokinetik
- Hartungstraße: Ernst Leberecht Hartung (1851–1914), Arzt, Mitglied des Gemeinderates in Zschachwitz
- Hartwigweg: Gustav Emil Leberecht Hartwig (1839–1908), Baumeister, Stadtverordneter in Dresden, Wohltäter in Gompitz
- Hassestraße: Johann Adolf Hasse (1699–1783), Komponist und Oberkapellmeister in Dresden
- Hauboldstraße: Georg Gottlieb Haubold (1714–1772), Mathematiker, Geograph, Oberinspektor des Mathematisch-Physikalischen Salons 1751–1772
- Hauerstraße: Carl Borromäus Hauer (1847–1905), königlich-preußischer Hofstukkateur, Mäzen und Stifter des König-Albert-Denkmals in Klotzsche
- Hauffstraße: Wilhelm Hauff (1802–1827), Schriftsteller
- Hauptmannstraße: Moritz Hauptmann (1792–1868), Musiker, Komponist und Musikwissenschaftler
- Havemannstraße: Robert Havemann (1910–1982), Physikochemiker und politischer Philosoph
- Haydnstraße: Joseph Haydn (1732–1809), Komponist
- Hebbelplatz: Friedrich Hebbel (1813–1863), Dichter
- Hechtstraße: Johann August Hecht († 1743), Förster und Gutsbesitzer in Trachenberge (vergleiche Hechtviertel)[23]
- Hedwigstraße: Hedwig von Dänemark (1581–1641), dänische Prinzessin, Gemahlin des Kurfürsten Christian II.
- Hedwig-Langner-Weg: Hedwig Langner (1870–1945), Dresdner Puppenhändlerin[24][25]
- Hegerstraße: Amalie Wilhelmine Heger (1800–1877), Stifterin in Plauen
- Heinrich-Bauer-Straße: Heinrich Bauer (1814–nach 1851), Schuhmacher und revolutionärer Demokrat im 19. Jahrhundert
- Heinrich-Beck-Straße: Heinrich Beck (1865–1945), Lehrer und Kommunalpolitiker, Mitbegründer der Friedensgesellschaft in Dresden
- Heinrich-Cotta-Straße: Heinrich von Cotta (1763–1844), Reformer des sächsischen Forstwesens, Gründer der Forstlehranstalt in Tharandt
- Heinrich-Greif-Straße: Heinrich Greif (1907–1946), Schauspieler
- Heinrich-Heine-Straße: Heinrich Heine (1797–1856), Dichter und Publizist
- Heinrich-Klemm-Weg: Heinrich Klemm (1819–1886), Mitbegründer der Europäischen Moden-Akademie Dresden, Stifter der Schule in Altfranken
- Heinrich-Lange-Straße: Heinrich Lange (1854–1928), Gemeindevorstand und Gründer der Freiwilligen Feuerwehr in Weißig
- Heinrich-Mann-Straße: Heinrich Mann (1871–1950), Schriftsteller
- Heinrich-Schütz-Straße: Heinrich Schütz (1585–1672), Komponist und Hofkapellmeister in Dresden
- Heinrichstraße: Heinrich der Fromme (1473–1541), Herzog von Sachsen 1539–1541
- Heinrich-Tessenow-Weg: Heinrich Tessenow (1876–1950), Architekt, Mitbegründer der Gartenstadt Hellerau
- Heinrich-Zille-Straße: Heinrich Zille (1858–1929), Zeichner und Maler
- Heinz-Bongartz-Straße: Heinz Bongartz (1894–1978), Dirigent und Komponist, Professor für Musik, Generalmusikdirektor an der Dresdner Philharmonie
- Heinz-Lohmar-Weg: Heinz Lohmar (1900–1976), Maler und Grafiker, Professor an der Dresdner Kunstakademie
- Heinz-Steyer-Straße: Heinz Steyer (1909–1944), Dresdner Antifaschist
- Helena-Rott-Straße: Helena Rott (1908–1991), Kammersängerin, Altistin an der Dresdner Staatsoper
- Helmholtzstraße: Hermann Ludwig Ferdinand von Helmholtz (1821–1894), Physiker und Physiologe
- Helmut-Schön-Allee: Helmut Schön (1915–1996), Dresdner Fußballspieler, Bundestrainer 1964–1978, Weltmeister 1974
- Hempelstraße: Walther Hempel (1851–1916), Chemiker, Professor an der TH Dresden
- Hempelweg: Erich Hempel (1912–1975), verdienter Bürger von Bühlau
- Hendrichstraße: Friedrich Gottlob Theodor Hendrich (1834–1900), Gemeindevorsteher und Leiter des Verschönerungsvereins in Klotzsche
- Henricistraße: Karl Bernhard Henrici (1837–1924), Gemeindepfarrer in Kaditz und Schulinspektor in Trachau[26]
- Henriette-Heber-Straße: Henriette Heber (1795–1869), Mitbegründerin der Arbeitsvermittlung in Dresden
- Henzestraße: Robert Henze (1827–1906), Bildhauer in Dresden
- Hepkeplatz: Bernhard Hepke (1837–1916), Kaufmann und Stifter in Dresden
- Herbert-Barthel-Straße: Herbert Bartel († 1933), Kommunist, Dresdner Antifaschist (die Straße wurde 1945 mit Falschschreibung des Namens benannt)[27]
- Herbert-Collum-Straße: Herbert Collum (1914–1982), Organist an der Kreuzkirche, Cembalist, Dirigent, Komponist, Professor für Musik in Dresden
- Herbert-Wehner-Platz: Herbert Wehner (1906–1990), deutscher Politiker, Vorsitzender der SPD-Bundestagsfraktion (1969–1983)
- Herderstraße: Johann Gottfried Herder (1744–1803), Philosoph, Theologe und Schriftsteller
- Hermann-Conradi-Straße: Hermann Conradi (1862–1890), Schriftsteller
- Hermann-Glöckner-Straße: Hermann Glöckner (1889–1987), Maler, Grafiker und Bildhauer in Dresden
- Hermann-Große-Straße: Hermann Große (1848–1928), Gemeindevorstand von Niederwartha
- Hermann-Krone-Straße: Hermann Krone (1827–1916), Pionier der Fotografie und Naturwissenschaftler
- Hermann-Löns-Straße: Hermann Löns (1866–1914), Schriftsteller
- Hermann-Mende-Straße: Otto Hermann Mende (1885–1940), Rundfunkgerätehersteller in Dresden (Nordmende)
- Hermann-Michel-Straße: August Hermann Michel (1875–1944), Gemeindeältester in Gittersee, Antifaschistischer Widerstandskämpfer
- Hermann-Prell-Straße: Hermann Prell (1854–1922), Maler und Bildhauer, Professor an der Dresdner Kunstakademie
- Hermann-Reichelt-Straße: Hermann Reichelt (1878–1914), Pilot, Konstrukteur, Fluglehrer, Mitbegründer der Luftfahrt in Dresden
- Hermann-Schmitt-Platz: Hermann Schmitt (1874–1932), Vorsitzender der Baugenossenschaft Dresden-Land
- Hermann-Seidel-Straße: Traugott Jakob Hermann Seidel (1833–1896), Kunst- und Handelsgärtner in Laubegast
- Hermann-Tögel-Weg: Georg Nikolaus Hermann Tögel (1901–1986), Biologielehrer und Heimatfreund[28]
- Hermann-Vogel-Straße: Hermann Vogel (1854–1921), Maler und Illustrator
- Heroldstraße: Johann Salomon Herold (1718–1795), Ortspfarrer und Chronist in Briesnitz
- Herschelstraße: Wilhelm Herschel (1738–1822), Caroline Herschel (1750–1848) und John Herschel (1792–1871), Astronomenfamilie des 18./19. Jahrhunderts
- Hertelstraße: Theodor Julius Hertel (1807–1880), Bürgermeister in Dresden von 1853 bis 1880
- Hertha-Lindner-Straße: Herta Lindner (1920–1943), Dresdner antifaschistische Widerstandskämpferin (die Straße wurde 1962 mit Falschschreibung des Namens benannt)
- Hertzstraße: Heinrich Hertz (1857–1894), Physiker
- Herweghstraße: Georg Herwegh (1817–1875), Dichter
- Hettnerstraße: Hermann Hettner (1821–1882), Kunst- und Literaturhistoriker, Professor am Polytechnikum und Museumsdirektor in Dresden
- Heubnerstraße: Otto Leonhard Heubner (1812–1893), Jurist, Mitglied der Prov. Regierung 1849, Stadtrat in Dresden
- Heydenreichweg: Eduard Heydenreich (1852–1915), Diplomatiker und Ortschronist in Leubnitz
- Heymelstraße: Adolph Heymel (1822–1890), Konsul, Kaufmann und Stifter
- Heynahtsstraße: Peter Eduard Heynahts (1818–1892), Gründer einer wohltätigen Stiftung in Dresden
- Hietzigstraße: Karl Adolph Hietzig (1824–1877), Steinbruchbesitzer, Förderer des Erholungsortes Loschwitz
- Hilbertstraße: Carl Hilbert (1848–1923), Gemeindeältester in Gorbitz
- Hildebrandstraße: Adolf von Hildebrand (1847–1921), Bildhauer und Kunsttheoretiker
- Hochmannweg: Franz Gustav Hochmann (1861–1935), Maler
- Hofmannstraße: August Hofmann, Geschäftsführer der Baugenossenschaft „Daheim“[29]
- Hohenthalplatz: Peter Carl Wilhelm von Hohenthal (1754–1825), sächsischer Konferenzminister, Stifter des Amtskrankenhauses in Friedrichstadt
- Holbeinstraße: Hans Holbein der Jüngere (1497–1543), Maler und Zeichner
- Hölderlinstraße: Friedrich Hölderlin (1770–1843), Dichter
- Homiliusstraße: Gottfried August Homilius (1714–1785), Kirchenkomponist, Organist und Kreuzkantor in Dresden
- Höntzschstraße: Friedrich August Höntzsch (1846–1921), Gemeindevorstand in Langebrück von 1890 bis 1913
- Hörigstraße: Ernst Otto Hörig (1837–1898), Schuldirektor in Cotta
- Hottenrothstraße: Woldemar Hottenroth (1802–1894), Maler in Wachwitz
- Hubertusplatz: Hubertus, Schutzheiliger der Jäger
- Hüblerplatz: Balthasar Hübler (1788–1866), Bürgermeister in Dresden von 1832 bis 1848
- Hübnerstraße: Julius Hübner (1806–1882), Maler, Professor an der Dresdner Kunstakademie und Direktor der Gemäldegalerie
- Hugo-Bürkner-Straße: Hugo Bürkner (1818–1897), Professor für Holzschneidekunst an der Dresdner Kunstakademie
- Hugo-Hickmann-Straße: Hugo Hickmann (1877–1955), deutscher Politiker (DVP, CDU)
- Hugo-Junkers-Ring: Hugo Junkers (1859–1935), Erfinder und Unternehmer
- Hülßestraße: Julius Ambrosius Hülße (1812–1876), Direktor des Polytechnikums in Dresden
- Huttenstraße: Ulrich von Hutten (1488–1523), Humanist und Publizist

## I
- Ingeborg-Bachmann-Straße: Ingeborg Bachmann (1926–1973), österreichische Schriftstellerin
- Inger-Karén-Straße: Inger Karén (1908–1972), Kammersängerin, Altistin an der Dresdner Staatsoper
- Isfriedstraße: Isfried, Dresdner Ratsgeschlecht im Mittelalter

## J
- Jacobistraße: Johann Georg Ferdinand Jacobi (1766–1848), Bürgermeister in Dresden von 1823 bis 1831
- Jacob-Winter-Platz: Jakob Winter (1857–1940), Rabbiner in Dresden von 1886 bis 1936
- Jahnstraße: Friedrich Ludwig Jahn (1778–1852), Begründer der deutschen Turnbewegung
- Jakob-Weinheimer-Straße: Jakob Weinheimer (1878–1962), Kunstmaler und Designer in Langebrück
- Johannes-Brahms-Straße: Johannes Brahms (1833–1897), Komponist und Pianist
- Johannes-Paul-Thilman-Straße: Johannes Paul Thilman (1906–1973), Komponist und Musikschriftsteller in Dresden
- Johann-Meyer-Straße: Johann Peter Kaspar Meyer (1800–1887), Kaufmann, Stifter und Wohltäter in Dresden, Ehrenbürger der Stadt
- Jordanstraße: Gottfried Heinrich Christoph Jordan (1791–1860), Schokoladenfabrikant in Dresden
- Jorge-Gomondai-Platz: Jorge Gomondai (1962–1991), Opfer rassistischer Gewalt in Dresden
- Josef-Hegenbarth-Weg: Josef Hegenbarth (1884–1962), Maler, Grafiker und Illustrator, Professor an der Dresdner Kunstakademie
- Josef-Herrmann-Straße: Josef Herrmann (1903–1955), Sänger an der Staatsoper Dresden
- Josef-Moll-Straße: Maximilien Joseph Moll (1813–1849), Uhrmacher und revolutionärer Demokrat
- Josephinenstraße: Maria Josepha von Österreich (1699–1757), Gemahlin des Kurfürsten Friedrich August II. von Sachsen
- Joseph-Keilberth-Straße: Joseph Keilberth (1908–1968), Dirigent, Generalmusikdirektor an der Dresdner Staatsoper
- Judeichstraße: Johann Friedrich Judeich (1828–1894), Direktor der Forstakademie in Tharandt
- Julie-Salinger-Weg: Julie Salinger (1863–1942), deutsche Politikerin (DDP)
- Julius-Otto-Straße: Julius Otto (1804–1877), Komponist, Kantor an der Kreuzkirche
- Julius-Scholtz-Straße: Julius Scholtz (1825–1893), Maler, Professor an der Dresdner Kunstakademie
- Julius-Vahlteich-Straße: Julius Vahlteich (1839–1915), Mitbegründer der sozialdemokratischen Arbeiterpartei
- Junghansstraße: Eugen Ferdinand Junghans († 1900), Apotheker und Stifter in Dresden
- Jüngststraße: Hugo Richard Jüngst (1853–1923), Liederkomponist und Dirigent in Dresden
- Justinenstraße: Johanne Justine Renner (1763–1856), Gustel von Blasewitz

## K
- Kadenstraße: August Kaden (1850–1913), sozialdemokratischer Politiker in Dresden
- Kändlerstraße: Bernhard Adolf Kändler († 1880), Rittergutsbesitzer, Schöpfer des Bebauungsplanes Wilder Mann
- Kantstraße: Immanuel Kant (1724–1804), Philosoph
- Kap-herr-Weg: Kap-herr, Adelsfamilie im 19. Jahrhundert, Förderer in Lockwitz und Prohlis
- Karasstraße: Nikolaus Karas, Lehnsherr um 1380
- Karcherallee: Johann Friedrich Karcher (1650–1726), Gartenarchitekt und Oberlandbaumeister in Dresden
- Karl-Emil-Scherz-Weg: Karl Emil Scherz (1860–1945), deutscher Architekt und Ortschronist von Blasewitz
- Karl-Gjellerup-Straße: Karl Adolph Gjellerup (1857–1919), dänischer Schriftsteller in Dresden, Literaturnobelpreisträger 1917
- Karl-Laux-Straße: Karl Laux (1896–1978), Musikwissenschaftler, Rektor der Dresdner Musikhochschule
- Karl-Liebknecht-Straße: Karl Liebknecht (1871–1919), deutscher Politiker, Arbeiterführer
- Karl-Marx-Straße: Karl Heinrich Marx (1818–1883), Philosoph, Historiker und Journalist
- Karl-Roth-Straße: Karl Roth (1875–1932), Architekt
- Karl-Schmidt-Weg: Karl Schmidt (1853–1922), Volkskundler und Architekt, Oberbaurat, Mitgründer des Landesvereins Sächsischer Heimatschutz
- Karl-Stein-Straße: Karl Stein (1902–1942), Dresdner Antifaschist
- Katharinenstraße: Katharina von Mecklenburg (1487–1561), Gemahlin des Herzogs Heinrich der Fromme
- Käthe-Kollwitz-Platz, Käthe-Kollwitz-Straße, Käthe-Kollwitz-Ufer: Käthe Kollwitz (1867–1945), Grafikerin, Malerin und Bildhauerin
- Keglerstraße: Hermann Ferdinand Kegler (1838–1870), Kaufmann und Stifter in Dresden
- Kellstraße: Carl Hermann Kell (1820–1888), Eisenbahningenieur, Leiter des Baus der Elstertalbrücke bei Plauen
- Keplerstraße: Johannes Kepler (1571–1630), Astronom
- Kerstingstraße: Georg Friedrich Kersting (1785–1847), Maler in Dresden
- Klarastraße: Clara Schumann (1819–1896), Pianistin und Komponistin
- Klaus-Groth-Straße: Klaus Groth (1819–1899), Lyriker
- Kleestraße: Julius Ludwig Klee (1807–1867), Philologe, Pädagoge und Rektor der Kreuzschule in Dresden
- Kleiststraße: Heinrich von Kleist (1777–1811), Dichter und Dramatiker
- Klengelstraße: Wolf Caspar von Klengel (1630–1691), Architekt und Oberlandbaumeister
- Klettestraße: Carl Otto Hermann Simson Klette (1847–1909), Architekt und Stadtbaurat in Dresden
- Klingerstraße: Max Klinger (1857–1920), Maler, Grafiker und Bildhauer
- Klingestraße: Alfred Klinge (1846–1910), Fabrikbesitzer und Wohltäter in Löbtau
- Klopstockstraße: Friedrich Gottlieb Klopstock (1724–1803), Dichter
- Knappestraße: Carl Joseph Knappe (1847–1922), Förderer des gewerblichen Genossenschaftswesen in Sachsen
- Knöffelstraße: Johann Christoph Knöffel (1686–1752), Architekt und Oberlandbaumeister in Dresden
- Knoopstraße: Wilhelm Knoop (1836–1913), Konsul, Stifter in Loschwitz
- Köhlerstraße: Johann Gottfried Köhler (1745–1800), Oberinspektor des Mathematisch-Physikalischen Salons und der Kunstkammer 1785–1801
- Kolbestraße: Hermann Kolbe (1818–1884), Chemiker
- Kolpingstraße: Adolph Kolping (1813–1865), katholischer Priester und Gründer der katholischen Gesellenvereine
- Königsheimplatz: Arthur Willibald Königsheim (1816–1886), Begründer des Waldparkes und Förderer von Blasewitz
- Könneritzstraße: Leonce von Könneritz (1835–1890), sächsischer Finanzminister, Förderer des Eisenbahnwesens
- Konrad-Zuse-Straße: Konrad Zuse (1910–1995), Wissenschaftler, Unternehmer und Maler Erfinder und Erbauer der ersten Rechenmaschine der Welt
- Köpckestraße: Claus Köpcke (1831–1911), Ingenieur, Erbauer des Blauen Wunders
- Kopernikusstraße: Nikolaus Kopernikus (1473–1543), Theologe, Arzt und Astronom
- Körnerplatz: Christian Gottfried Körner (1756–1831), Schriftsteller und Oberkonsistorialrat in Dresden
- Körnerweg (ohne Widmung): Christian Gottfried Körner (1756–1831) – Der Name entstand im täglichen Sprachgebrauch, da der Weg an Körners Sommerresidenz vorbeiführt.
- Korolenkostraße: Wladimir Galaktionowitsch Korolenko (1853–1921), russischer Schriftsteller
- Kotteweg: C. Gustav Kotte (1844–1925), Stadtverordneter, Vorsitzender des Bürgervereins Dresden-Plauen
- Kotzschweg: Kotzsch, Familie in Loschwitz
- Krantzstraße: Eugen Krantz (1844–1898), Professor für Musik und Direktor des Königlichen Konservatoriums für Musik und Theater in Dresden
- Krausestraße: Karl Christian Friedrich Krause (1781–1832), Philosoph, Lehrer und Privatgelehrter in Dresden
- Krenkelstraße: Peter Maximilian Krenkel (1839–1901), Privatgelehrter und Stifter in Dresden
- Kretschmerstraße: Edmund Kretschmer (1830–1908), Komponist und Hoforganist in Dresden
- Kreutzerstraße: Conradin Kreutzer (1780–1849), Komponist
- Krügerstraße: Carl Reinhard Krüger (1794–1879), Münzgraveur in Dresden
- Kügelgenstraße: Gerhard von Kügelgen (1772–1820), Maler, Professor an der Dresdner Kunstakademie
- Kügelgenweg: Wilhelm von Kügelgen (1802–1867), Schriftsteller und Maler
- Küntzelmannstraße: Ludwig Küntzelmann (1826–1881), Seifenfabrikant, Begründer und Förderer des Kurortes Weißer Hirsch
- Kunzstraße: Karl Theodor Kunz (1791–1863), Ingenieur, Wasserbaudirektor und Oberbauleiter der Leipzig-Dresdner Eisenbahn
- Kurt-Beyer-Straße: Kurt Beyer (1881–1952), Bauingenieur, Professor an der TH Dresden
- Kurt-Böhme-Straße: Kurt Gerhard Böhme (1908–1989), Kammersänger an der Dresdner Staatsoper
- Kurt-Exner-Weg: Ernst Kurt Exner (1904–1986), Schriftsteller in Dresden[30]
- Kurt-Frölich-Straße: Kurt Frölich (1893–1941), Dresdner Antifaschist
- Kurt-Liebmann-Straße: Kurt Liebmann (1897–1981), Schriftsteller in Dresden
- Kurt-Tucholsky-Straße: Kurt Tucholsky (1890–1935), Schriftsteller und Journalist
- Kyawstraße: von Kyaw, Adelsfamilie und Förderer in Kleinzschachwitz

## L
- Lahmannring: Heinrich Lahmann (1860–1905), Arzt, Gründer des gleichnamigen Sanatoriums auf dem Weißen Hirsch
- Landsberger Straße: Landsberger, Kaufmanns- und Ratsgeschlecht in Dresden[31]
- Lannerstraße: Joseph Lanner (1801–1843), österreichischer Komponist
- Lassallestraße: Ferdinand Lassalle (1825–1864), Politiker und Publizist
- Laubestraße: Heinrich Laube (1806–1884), Schriftsteller und Dramaturg
- Laurinstraße: Caroline Amalie Laurin (1798–1881), Wohltäterin und Stifterin in Dresden
- Lehmannstraße: Johann Georg Lehmann (1765–1811), Geodät und Topograf in Dresden
- Lehnertstraße: Theodor Lehnert (1828–1910), Loschwitzer Baumeister, Verdienste bei der Entwicklung des Kurortes Weißer Hirsch
- Leiblstraße: Wilhelm Leibl (1844–1900), Maler
- Leibnizstraße: Gottfried Wilhelm Leibniz (1646–1716), Gelehrter
- Lenbachstraße: Franz von Lenbach (1836–1904), Maler
- Lene-Glatzer-Straße: Helene Glatzer (1902–1935), Dresdner Antifaschistin
- Lennéplatz: Peter Joseph Lenné (1789–1866), Gartenarchitekt, Gestalter der Bürgerwiese
- Leonardo-da-Vinci-Straße: Leonardo da Vinci (1452–1519), italienischer Maler, Bildhauer, Dichter, Baumeister, Zeichner, Naturforscher
- Leonhard-Frank-Straße: Leonhard Frank (1882–1961), Schriftsteller
- Leonhardistraße: Eduard Leonhardi (1828–1905), Maler und Stifter in Loschwitz
- Leon-Pohle-Straße: Friedrich Leon Pohle (1841–1908), Porträtmaler und Professor an der Kunstakademie in Dresden
- Lessingstraße: Gotthold Ephraim Lessing (1729–1781), Dichter, Literatur- und Kunstkritiker
- Leßkestraße: Friedrich August Leßke (1841–1904), Schuldirektor in Gorbitz und Ortschronist
- Leuckartstraße: Rudolf Leuckart (1822–1898), Zoologe, Begründer der modernen Parasitologie
- Leumerstraße: Karl Gottlob Leumer (1813–1877), Gärtnereibesitzer und Stifter in Löbtau
- Leuschkestraße: Alfred Leuschke (1845–1932), Oberlehrer und Vorsitzender des Dresdner Lehrervereins
- Lewickistraße: Leonidas Lewicki (1840–1907), Professor für Maschinenbau an der TH Dresden
- Lichtenbergweg: Georg Christoph Lichtenberg (1742–1799), Physiker und Schriftsteller
- Liebigstraße: Justus von Liebig (1803–1873), Chemiker
- Liebknechtstraße: Karl Liebknecht (1871–1919), deutscher Politiker und Arbeiterführer
- Liehrstraße: Carl Stephan Liehr (1827–1892), Stifter und Wohltäter in Laubegast
- Lili-Elbe-Straße: Lili Elbe (1882–1931), Malerin und Transgender-Pionierin
- Lilienthalstraße: Otto Lilienthal (1848–1896), Ingenieur und Flugpionier
- Lindenaustraße: Bernhard August von Lindenau (1779–1854), Jurist und Gelehrter, sächsischer Staatsminister, Ehrenbürger von Dresden
- Lingnerplatz: Karl August Lingner (1861–1916), Industrieller, Hygieniker und Stifter, Ehrenbürger der Stadt
- Lipsiusstraße: Constantin Lipsius (1832–1894), Architekt, Professor für Baukunst in Dresden
- Lise-Meitner-Straße: Lise Meitner (1878–1968), Atom-Physikerin und Forscherin
- Liststraße: Friedrich List (1789–1846), Staatswissenschaftler, Ökonom und Initiator der Leipzig-Dresdner Eisenbahn
- Lochnerstraße: Stefan Lochner (um 1410–1451), Maler
- Lohrmannstraße: Wilhelm Gotthelf Lohrmann (1796–1840), Geodät und Astronom, Mitbegründer des Polytechnikums in Dresden
- Lönsstraße: Hermann Löns (1866–1914), Schriftsteller
- Lönsweg: Hermann Löns (1866–1914), Schriftsteller
- Lortzingstraße: Albert Lortzing (1801–1851), Komponist, Sänger und Schauspieler
- Löscherstraße: Valentin Ernst Löscher (1673–1749), Pfarrer an der Kreuzkirche und Superintendent
- Lotte-Meyer-Straße: Lotte Meyer (1909–1991), Schauspielerin
- Lotzestraße: Rudolph Hermann Lotze (1817–1881), Mediziner und Philosoph
- Louis-Braille-Straße: Louis Braille (1809–1852), französischer Blindenlehrer, Entwickler der Blindenschrift
- Louisenstraße: Maria Luisa von Bourbon-Parma (1802–1857), Gemahlin des sächsischen Prinzen Maximilian
- Louise-Seidler-Straße: Louise Caroline Sophie Seidler (1786–1866), Malerin und Schriftstellerin
- Louis-Köhler-Weg: Louis Köhler (1857–1934), Lehrer, Kantor und Ortschronist in Lausa[32]
- Luboldtstraße: Rudolph August Luboldt (1831–1894), Apotheker und Chemiker, Kommerzienrat und Mitglied des Gemeinderates Weißer Hirsch[33]
- Ludwig-Ermold-Straße: Ludwig Ermold (1883–1949), Sänger an der Dresdner Oper
- Ludwig-Hartmann-Straße: Ludwig Hartmann (1836–1910), Komponist und Schriftsteller, Wohltäter in Gruna
- Ludwig-Jahn-Straße: Friedrich Ludwig Jahn (1778–1852), Lehrer, Begründer der deutschen Turnbewegung
- Ludwig-Kossuth-Straße: Lajos (Ludwig) Kossuth (1802–1894), ungarischer Politiker und Staatsmann Führer der demokratischen Unabhängigkeitsbewegung
- Ludwig-Kugelmann-Straße: Ludwig (Louis) Kugelmann (1828–1902), Arzt und revolutionärer Demokrat
- Ludwig-Renn-Allee: Arnold Friedrich Vieth von Golßenau (Ludwig Renn) (1889–1979), Schriftsteller, Professor an der TH Dresden
- Ludwig-Richter-Straße: Adrian Ludwig Richter (1803–1884), Maler und Grafiker, Professor an der Kunstakademie, Ehrenbürger von Dresden
- Ludwigstraße (Cossebaude): Johannes Ludewig (1715–1760), der „gelehrte Bauer“ von Cossebaude
- Ludwigstraße (Neustadt): nicht abschließend geklärt[34]

## M
- Manfred-Streubel-Weg: Manfred Streubel (1932–1992), Lyriker, Dramatiker, Essayist und Kinderbuchautor
- Manfred-von-Ardenne-Ring: Manfred von Ardenne (1907–1997), Wissenschaftler, Erfinder, Universalgelehrter und Ehrenbürger von Dresden
- Manitiusstraße: August Sigismund Manitius (1792–1861), Theologe, Lehrer und Direktor am Freimaurerinstitut in Dresden von 1824 bis 1856[35]
- Maria-Cebotari-Straße: Maria Cebotari (1910–1949), Sängerin an der Dresdner Staatsoper
- Maria-Kirch-Straße: Maria Margaretha Kirch, (1670–1720), Astronomin
- Marianne-Bruns-Straße: Marianne Bruns (1897–1994), Schriftstellerin
- Maria-Reiche-Straße: Maria Reiche (1903–1998), Wissenschaftlerin, Erforscherin der Linien und Figuren von Nazca (Peru)
- Marie-Curie-Straße: Marie Curie (1867–1934), Wissenschaftlerin, Nobelpreisträgerin für Physik (1903) und Chemie (1911)
- Marie-Hankel-Straße: Marie Hankel (1844–1929), Esperanto-Dichterin
- Marienallee: Maria Anna von Portugal (1843–1884), Gemahlin des sächsischen Prinzen Georg
- Marienstraße: Maria Anna von Bayern (1805–1877), Gemahlin des Königs Friedrich August II. von Sachsen
- Marie-Simon-Straße: Marie Simon (1824–1877), Krankenpflegerin, Begründerin der Deutschen Heilstätte in Loschwitz
- Marie-Stritt-Straße: Marie Stritt (1855–1928), deutsche Theaterschauspielerin und Frauenrechtlerin
- Marie-Wittich-Straße: Marie Wittich (1868–1931), Sängerin an der Dresdner Oper
- Marschnerstraße: Heinrich Marschner (1795–1861), Komponist und Musikdirektor am Hoftheater in Dresden
- Marta-Fraenkel-Straße: Marta Fraenkel (1896–1976), Ärztin und wissenschaftliche Geschäftsführerin des Deutschen Hygiene-Museums
- Martin-Andersen-Nexö-Straße: Martin Andersen Nexø (1869–1954), dänischer Schriftsteller, Ehrenbürger von Dresden
- Martin-Luther-Platz, Martin-Luther-Ring: Martin Luther (1483–1546), Theologe und Kirchenreformator
- Martin-Opitz-Straße: Martin Opitz (1597–1639), Dichter und Kunsttheoretiker
- Martin-Raschke-Straße: Martin Raschke (1905–1943), Schriftsteller und Herausgeber in Dresden
- Mary-Krebs-Straße: Mary Krebs (1851–1900), Pianistin in Dresden
- Mary-Wigman-Straße: Mary Wigman (1886–1973), Dresdner Tänzerin und Tanzpädagogin
- Maternistraße: Maternus, benannt nach dem ehemaligen Maternihospital
- Mathias-Oeder-Straße: Mathias Oeder († 1614), Markscheider, Landvermesser und Kartograph Sachsens
- Mathildenstraße: Mathilde von Sachsen (1863–1933), Schwester des Königs Friedrich August III. von Sachsen
- Max-Grahl-Straße: Carl Fürchtegott Max Grahl (1861–1924), Gemeindevorstand in Cotta von 1893 bis 1903
- Max-Hünig-Straße: Maximilian Hünig (1851–1935), Schriftsetzer und Sozialdemokrat, Begründer des Oberen Waldteichbades[36]
- Maxie-Wander-Straße: Maxie Wander (1933–1977), Schriftstellerin
- Maxim-Gorki-Straße: Maxim Gorki (1868–1936), (Alexej Maximowitsch Peschkow), russischer Schriftsteller
- Max-Klinger-Straße: Max Klinger (1857–1920), Maler und Bildhauer
- Max-Kosler-Straße: Maximilian Kosler (1882–1966), Lehrer und sozialdemokratischer Politiker in Dresden[37]
- Max-Liebermann-Straße: Max Liebermann (1847–1935), Maler und Grafiker
- Max-Sachs-Straße: Max Sachs (1883–1935), Journalist, Landtagsabgeordneter, Dresdner Antifaschist
- Max-Schwan-Straße: Max Schwan (1878–1942), Schulleiter und Ortschronist in Oberwartha
- Max-Schwarze-Straße: Max Schwarze (1874–1928), Pädagoge, Förderer des Turnsports in Sachsen
- Maxstraße: Maximilian von Sachsen (1759–1838), benannt nach dem ehemaligen Palais des Prinzen Maximilian
- Maystraße: Christian Julius May († 1893), Advokat in Dresden
- Meinholdstraße: Meinhold, Dresdner Buchdruckerfamilie von 1777 bis 1945
- Melanchthonstraße: Philipp Schwarzerd (Melanchthon) (1497–1560), Humanist und Reformator
- Melitta-Bentz-Straße: Melitta Bentz (1873–1950), Erfinderin des Kaffeefilters in Dresden
- Melli-Beese-Straße: Melli Beese (1886–1925), erste deutsche Pilotin, Erste Flugzeugkonstrukteurin der Welt
- Mendelssohnallee: Felix Mendelssohn Bartholdy (1809–1847), Komponist
- Mengsstraße: Anton Raphael Mengs (1728–1779), Hofmaler in Dresden und Kunstsammler
- Menzelgasse: Ernst Eduard Menzel und Sohn Karl August Menzel, Kirchschullehrer in Leubnitz
- Merianplatz: Maria Sibylla Merian (1647–1717), Naturforscherin und Künstlerin
- Meschwitzstraße: Friedrich Wilhelm Meschwitz (1815–1888), Forstverwalter in der Dresdner Heide
- Michaelisstraße: Johann Gottlieb Michaelis (1704–1740), Oberinspektor des Mathematisch-Physikalischen Salons und der Kunstkammer 1728–1740
- Michelangelostraße: Michelangelo Buonarroti (1475–1564), italienischer Bildhauer, Maler, Baumeister und Dichter
- Mildred-Scheel-Straße: Mildred Scheel (1931–1985), Röntgenfachärztin, Initiatorin und Vorstandsmitglied der Deutschen Krebshilfe e. V.
- Mohnstraße: Christian Gottlieb Mohn (1811–1881), Lehrer in Pieschen, Trachau und Trachenberge[38]
- Mommsenstraße: Theodor Mommsen (1817–1903), Historiker und Jurist, Nobelpreisträger für Literatur (1902)
- Moreauweg: Jean Victor Moreau (1763–1813), französischer General im Kampf gegen Napoleon
- Mörikestraße: Eduard Mörike (1804–1875), Lyriker und Erzähler
- Moritzgasse: Moritz (1521–1553), Kurfürst von Sachsen 1547–1553
- Moritzstraße: Carl Moritz Claus (1842–1908), Gutsbesitzer, Erbauer der Moritzstraße und des Hotels „Zur Post“
- Morseweg: Samuel Morse (1791–1872), amerikanischer Maler, Erfinder des elektrischen Telegrafen und des Morsealphabets
- Mosczinskystraße: Friederike Alexandrine Moszyńska (1709–1784), benannt nach dem ehemaligen Palais der Gräfin Mosczinska
- Mosenstraße: Julius Mosen (1803–1867), Dichter und Rechtsanwalt in Dresden
- Mozartstraße: Wolfgang Amadeus Mozart (1756–1791), Komponist
- Müller-Armack-Straße: Alfred Müller-Armack (1901–1978), deutscher Nationalökonom
- Müller-Berset-Straße: Marie Berset (1815–1898), geb. Müller, Stifterin einer Erziehungsanstalt[39]
- Münzmeisterstraße: Münzmeister, Dresdner Ratsgeschlecht und Besitzer des Vorwerkes Zschertnitz im Mittelalter

## N
- Nagelstraße: Christian August Nagel (1821–1903), Professor der Geodäsie
- Nätherstraße: Johann Gottlieb Näther († 1884), Gutsbesitzer und Stifter in Seidnitz
- Naumannstraße: Johann Gottlieb Naumann (1741–1801), Komponist und Hofkapellmeister in Dresden
- Nestroystraße: Johann Nepomuk Nestroy (1801–1862), österreichischer Dramatiker und Schauspieler
- Neuberinstraße: Friederike Caroline Neuber (1697–1760), (Neuberin), Schauspielerin und Theaterprinzipalin in Dresden
- Neubertstraße: Heinrich Moritz Neubert (1809–1881), Bürgermeister von 1853 bis 1875 und Ehrenbürger von Dresden
- Nicodéstraße: Jean Louis Nicodé (1853–1919), Komponist und Dirigent in Dresden und Langebrück
- Nicolaistraße: Georg Hermann Nicolai (1811–1881), Architekt und Professor an der Kunstakademie in Dresden
- Nieritzstraße: Gustav Nieritz (1795–1876), Pädagoge und Schriftsteller in Dresden

## O
- O. F. Weidling-Straße: O. F. Weidling (1924–1985), Moderator und Conférencier
- Oehmestraße: Ernst Erwin Oehme (1831–1907), Maler, Professor in Dresden
- Oeserstraße: Adam Friedrich Oeser (1717–1799), Maler und Kupferstecher, Professor an der Dresdner Kunstakademie
- Olbrichtplatz: Friedrich Olbricht (1888–1944), General der Infanterie, Patriot und Gegner des Naziregimes
- Oskar-Kokoschka-Straße: Oskar Kokoschka (1886–1980), Maler, Grafiker und Schriftsteller, Professor an der Kunstakademie Dresden
- Oskar-Mai-Straße: Oskar Mai (1892–1945), Dresdner Antifaschist
- Oskar-Maune-Straße: Oskar Maune (1875–1947), Gutsbesitzer, Bürgermeister in Pennrich
- Oskar-Pletsch-Straße: Oskar Pletsch (1830–1888), Maler und Zeichner
- Oskar-Röder-Straße: Oskar Röder (1862–1954), Direktor der Chirurgischen Tierklinik
- Oskar-Seyffert-Straße: Oskar Seyffert (1862–1940), Mitbegründer des Vereins Sächsischer Heimatschutz und Gründer des Museums für Volkskunst in Dresden
- Oskarstraße: Oskar II. (1829–1907), König von Schweden und Norwegen
- Oskar-von-Miller-Straße: Oskar von Miller (1855–1934), Elektroingenieur, Gründer des Deutschen Museums in München
- Oskar-Zwintscher-Straße: Oskar Zwintscher (1870–1916), Maler, Professor an der Kunstakademie in Dresden
- Otto-Altenkirch-Straße: Otto Altenkirch (1875–1945), Maler in Dresden
- Otto-Dittrich-Straße: Hermann Otto Dittrich (1864–1929), Gemeindevorsteher in Leuben
- Otto-Dix-Ring: Otto Dix (1891–1969), Maler und Grafiker, Professor an der Dresdner Kunstakademie
- Otto-Harzer-Straße: Paul Otto Harzer (1894–1949), Bürgermeister in Altfranken von 1927 bis 1933
- Otto-Ludwig-Straße: Otto Ludwig (1813–1865), Schriftsteller in Dresden
- Otto-Mohr-Straße: Christian Otto Mohr (1835–1918), Ingenieur, Professor an der TH Dresden
- Otto-Pilz-Straße: Otto Pilz (1876–1934), Bildhauer in Dresden
- Otto-Reinhold-Weg: Otto Reinhold (1899–1965), Komponist und Musikpädagoge in Dresden
- Ottostraße: Otto der Reiche (um 1115–1190), Markgraf von Meißen
- Overbeckstraße: Johann Friedrich Overbeck (1789–1869), Maler und Kupferstecher

## P
- Pabststraße: Julius Pabst (1817–1881), Dramaturg am Dresdner Hoftheater
- Paracelsusstraße: Philippus Theophrastus Paracelsus (1493–1541), Arzt, Naturforscher und Philosoph
- Paschkystraße: August Paschky (1850–1891), Besitzer mehrerer Fischhandlungen in Dresden, sozialdemokratischer Arbeiterfunktionär
- Pastor-Roller-Straße: Samuel David Roller (1779–1850), Pastor in Lausa von 1811 bis 1850
- Patrice-Lumumba-Straße: Patrice Émery Lumumba (1925–1961), Führer der Unabhängigkeitsbewegung und erster Ministerpräsident der heutigen Demokratischen Republik Kongo
- Paul-Breyer-Straße: Paul Max Breyer (1883–1965), Bürgermeister in Gompitz
- Paul-Büttner-Straße: Paul Büttner (1870–1943), Komponist, Dirigent und Musikpädagoge in Dresden
- Paul-Gerhardt-Straße: Paul Gerhardt (1607–1676), Prediger und Dichter
- Paul-Schwarze-Straße: Paul Schwarze (1888–1943), Dresdner Stadtverordneter, antifaschistischer Widerstandskämpfer
- Paulusplatz: Friedrich Heinrich Paulus (1846–1929), Gemeindevorstand und Wohltäter in Blasewitz
- Paul-Wicke-Straße: Paul Wicke (1892–1948), Kunstmaler aus Weixdorf
- Paul-Wiegler-Straße: Paul Wiegler (1878–1949), Schriftsteller und Literaturhistoriker
- Permoserstraße: Balthasar Permoser (1651–1732), Hofbildhauer in Dresden
- Perronstraße: Carl Perron (1858–1928), Sänger an der Dresdner Oper
- Peschelstraße: Oskar Peschel (1826–1875), Geograf, Universitätsprofessor in Leipzig
- Pestalozziplatz: Johann Heinrich Pestalozzi (1746–1827), Schweizer Pädagoge und Sozialreformer
- Pestalozzistraße: Johann Heinrich Pestalozzi (1746–1827), Pädagoge und Sozialreformer
- Peter-Schmoll-Straße: Titelgestalt einer Oper von Carl Maria von Weber: Peter Schmoll und seine Nachbarn
- Peter-Vischer-Straße: Peter Vischer der Ältere (um 1460–1529), Bildhauer und Erzgießer
- Pettenkoferstraße: Max von Pettenkofer (1818–1901), Hygieniker und Begründer der modernen experimentellen Hygiene
- Pfarrer-Schneider-Straße: Paul Schneider (1897–1939), Theologe, Antifaschist
- Pfeifferhannsstraße: Heinrich Pfeiffer, eigentlich Schwertfeger, genannt Pfeifferhanns (vor 1500–1525), Zisterziensermönch und Führer der Aufständischen im Deutschen Bauernkrieg
- Pfotenhauerstraße: Friedrich Wilhelm Pfotenhauer (1812–1877), erster Oberbürgermeister von 1853 bis 1877 in Dresden
- Pietzschstraße: Julius Pietzsch, Gutsbesitzer, Gemeinderatsmitglied in Naußlitz
- Pisendelstraße: Johann Georg Pisendel (1687–1755), Kirchenmusiker, Konzertmeister an der Dresdner Hofkapelle
- Pochmannstraße: Traugott Leberecht Pochmann (1762–1830), Maler in Dresden
- Pohlandplatz: Auguste Elisabeth von Pohland (1832–1910), Stifterin in Dresden
- Pohlandstraße: Carl Christian Pohland (1769–1847), Bürgermeister in Dresden von 1814 bis 1832
- Polenzstraße: Maximilian von Polenz (1837–1907), Amtshauptmann, Wohltäter in Gruna
- Pöppelmannstraße: Matthäus Daniel Pöppelmann (1662–1736), Architekt und Oberlandbaumeister in Dresden
- Potthoffstraße: Gerhart Potthoff (1908–1989), Professor, Mitbegründer der Hochschule für Verkehrswesen in Dresden
- Prellerstraße: Friedrich Preller (1838–1901), Maler und Professor an der Kunstakademie Dresden
- Preußerstraße: Johann Gottlob Preußer (1766–1832), Rittergutsbesitzer[40]
- Preußstraße: Hugo Preuß (1860–1925), Politiker, Staatsrechtler, Mitverfasser der Weimarer Reichsverfassung
- Prof.-Billroth-Straße: Theodor Billroth (1829–1894), Arzt, Mitbegründer der modernen Chirurgie
- Prof.-Ricker-Straße: Gustav Ricker (1870–1948), Arzt, Pathologe
- Prof.-von-Finck-Straße: Julius Friedrich von Finck (1864–1951), baltischer Arzt, Gründer des Instituts für Wirbeltuberkulose in Klotzsche[41]
- Putjatinplatz: Nikolai Abramowitsch Putjatin (1749–1830), russischer Offizier und Architekt, Stifter in Kleinzschachwitz

## Q
- Quandtstraße: Johann Gottlob von Quandt (1787–1859), Kunsthistoriker, -sammler und -mäzen, Mitbegründer des Sächsischen Kunstvereins
- Quosdorfstraße: Friedrich August Quosdorf (1840–1889), Begründer des Ortsteiles Königswald, Besitzer eines Kurbades in Klotzsche

## R
- Rabenerstraße: Gottlieb Wilhelm Rabener (1714–1771), Schriftsteller und Steuerbeamter in Dresden
- Rädestraße: Räde, benannt nach der Familie Räde, Wohltäter und Stifter über 3 Generationen in Obergorbitz
- Rahnstraße: Johannes Rahn (1850–1915), Pädagoge, Mitbegründer des Allgemeinen Mietbewohnervereins in Dresden
- Raimundstraße: Ferdinand Raimund (1790–1836), österreichischer Dichter und Schauspieler
- Rankestraße: Leopold von Ranke (1795–1886), Historiker
- Rathenauplatz: Walther Rathenau (1867–1922), Industrieller, Politiker und Schriftsteller
- Rathenaustraße: Walther Rathenau (1867–1922), Industrieller, Politiker und Schriftsteller
- Rauchstraße: Christian Daniel Rauch (1777–1857), Bildhauer
- Rayskistraße: Louis Ferdinand von Rayski (1806–1890), Maler in Dresden
- Reckestraße: Elisa von der Recke (1754–1833), Lyrikerin und Schriftstellerin in Dresden
- Regerstraße: Max Reger (1873–1916), Komponist
- Reichenbachstraße: Ludwig Reichenbach (1793–1879), Naturwissenschaftler, Begründer des Botanischen Gartens in Dresden
- Reinhold-Becker-Straße: Reinhold Becker (1842–1924), Komponist und Leiter der Dresdner Liedertafel
- Reinickstraße: Robert Reinick (1805–1852), Dichter und Maler
- Reißigerstraße: Carl Gottlieb Reissiger (1798–1859), Komponist, Musikdirektor und Hofkapellmeister in Dresden
- Reisstraße: Johann Philipp Reis (1834–1874), Physiker, Erfinder des Telefons
- Rembrandtstraße: Rembrandt Harmensz van Rijn (1606–1669), Holländischer Maler und Radierer
- Renkstraße: Friedrich Georg Renk (1850–1928), Direktor der Zentralstelle für öffentliche Gesundheitspflege, Professor für Hygiene an der TH Dresden[42]
- Rethelstraße: Alfred Rethel (1816–1859), Maler und Grafiker
- Reuningstraße: Theodor Reuning (1807–1876), Volkswirtschaftler, Pionier der sächsischen Landwirtschaft
- Ricarda-Huch-Straße: Ricarda Huch (1864–1947), Erzählerin und Kunsthistorikerin
- Richard-Bernhardt-Weg: Max Richard Bernhardt (1900–1977), Zeichner und Maler in Dresden[43]
- Richard-Mannschatz-Straße: Richard Mannschatz (1843–1931), Pfarrer in Weißig
- Richard-Rösch-Straße: Richard Rösch (1874–1936), Zimmermann, Redakteur und Kommunalpolitiker in Dresden, Förderer des sozialen Wohnungsbaus in Trachau
- Richard-Strauss-Platz: Richard Strauss (1864–1949), Komponist und Dirigent
- Richard-Wagner-Straße: Richard Wagner (1813–1883), Komponist und Hofkapellmeister in Dresden
- Riegelplatz: Hermann Riegel (1834–1900), Kunsthistoriker und Germanist, Mitbegründer und Vorsitzender des Allgemeinen Deutschen Sprachvereins
- Rietschelstraße: Ernst Rietschel (1804–1861), Bildhauer, Professor an der Kunstakademie Dresden
- Rietzstraße: Julius Rietz (1812–1877), Komponist und Hofkapellmeister in Dresden
- Rittershausstraße: Trajan Rittershaus (1843–1899), Professor für Kinematik und Elektromaschinenbau an der TH Dresden
- Ritzenbergstraße: Ferdinand Eduard Theodor von Ritzenberg († 1849), Rittergutsbesitzer und Stifter
- Robert-Berndt-Straße: Robert Berndt (1844–1915), Bauunternehmer und Förderer in Leuben
- Robert-Blum-Straße: Robert Blum (1807–1848), Politiker, Gründer der Vaterlandsvereine in Sachsen
- Robert-Diez-Straße: Robert Diez (1844–1922), Bildhauer, Professor an der Dresdner Kunstakademie
- Robert-Koch-Straße: Robert Koch (1843–1910), Arzt, Begründer der modernen Bakteriologie
- Robert-Matzke-Straße: Robert Matzke (1884–1943), Dresdner Antifaschist
- Robert-Sterl-Straße: Robert Sterl (1867–1932), Maler und Grafiker, Professor an der Dresdner Kunstakademie
- Robert-Weber-Straße: Robert Weber († 1924), Schuldirektor in Dölzschen von 1898 bis 1915
- Rohlfsstraße: Gerhard Rohlfs (1831–1896), Afrikaforscher
- Römchenstraße: Römchen, Dresdner Ratsgeschlecht im Mittelalter
- Röntgenstraße: Wilhelm Conrad Röntgen (1845–1923), Physiker, Entdecker der Röntgenstrahlen
- Roquettestraße: Otto Roquette (1824–1896), Dichter und Literaturhistoriker
- Rosa-Luxemburg-Platz: Rosa Luxemburg (1871–1919), Politikerin und Publizistin
- Rosa-Menzer-Straße: Rosa Menzer (1886–1942), Dresdner Antifaschistin und Verfolgte des Naziregimes
- Rosa-Steinhart-Straße: Rosa Steinhart (1885–1943), jüdische Dresdner Kauffrau und Verfolgte des Naziregimes
- Roscherstraße: Wilhelm Roscher (1817–1894), Nationalökonom und Historiker
- Roseggerstraße: Peter Rosegger (1843–1918), österreichischer Schriftsteller
- Rosenbergstraße: Georg Otto Franz Baron von Rosenberg, Besitzer der Villa „Akazienhof“
- Roßbachstraße: Arwed Roßbach (1844–1902), deutscher Architekt
- Roßmäßlerstraße: Emil Adolf Roßmäßler (1806–1867), Naturforscher und Schriftsteller
- Rothermundtstraße: Julius Ludwig Rothermundt (1827–1890), russischer Kommerzienrat und Stifter in Gruna
- Rubensweg: Peter Paul Rubens (1577–1640), flämischer Maler
- Rubinsteinstraße: Anton Grigorjewitsch Rubinstein (1829–1894), russischer Pianist, Komponist und Dirigent
- Rückertstraße: Friedrich Rückert (1788–1866), Schriftsteller, Orientalist und Übersetzer
- Rudi-Lattner-Straße: Rudi Lattner (1904–1945), Arbeitersportler, Dresdner Antifaschist
- Rudolf-Bergander-Ring: Rudolf Bergander (1909–1970), Maler und Grafiker, Professor und Rektor der Dresdner Kunstakademie
- Rudolf-Dittrich-Straße: Rudolf Dittrich (1903–1990), Kammersänger und Leiter des Opernstudios an der Dresdner Staatsoper
- Rudolf-Förster-Straße: Rudolf Förster (1885–1938), Bürgermeister in Oberwartha
- Rudolf-Harbig-Weg: Rudolf Harbig (1913–1944), Dresdner Sportler, Deutscher Meister und Weltrekordhalter im Mittelstreckenlauf
- Rudolf-Kempe-Straße: Rudolf Kempe (1910–1976), Dirigent, Generalmusikdirektor der Dresdner Staatskapelle
- Rudolf-Leonhard-Straße: Rudolf Leonhard (1889–1953), Schriftsteller
- Rudolf-Mauersberger-Straße: Rudolf Mauersberger (1889–1971), Komponist und Kreuzkantor von 1930 bis 1971
- Rudolf-Nehmer-Straße: Rudolf Nehmer (1912–1983), Maler und Grafiker in Dresden
- Rudolf-Renner-Straße: Rudolf Renner (1894–1940), Journalist, Dresdner Antifaschist
- Rudolf-Trache-Straße: Johann Friedrich Rudolf Trache (1866–1948), Maler und Zeichner in Dresden und Langebrück
- Rudolf-Walther-Straße: Rudolf Walther (* 1923), Gründer der Möbel Walther AG sowie der Rudolf-Walther-Stiftung und Träger des Bundesverdienstordens
- Rudolf-Zwintscher-Straße: Rudolf Zwintscher (1871–1946), Komponist, Pianist und Musikpädagoge in Dresden
- Rudolfstraße: nicht abschließend geklärt[44]
- Rugestraße: Sophus Ruge (1831–1903), Geograph und Ethnologe, Professor an der TH Dresden
- Rungestraße: Philipp Otto Runge (1777–1810), Maler

## S
- Salbachstraße: Bernhard Salbach (1833–1894), Architekt, Stadtbaurat, Ingenieur, Erbauer des ersten Wasserwerkes[45]
- Scariastraße: Emil Scaria (1840–1886), Sänger an der Dresdner Hofoper
- Schaberschulstraße: Max Schaberschul (1875–1940), Kunstmaler in Langebrück
- Schädestraße: Hermann Schäde (1831–1900), Industrieller, Stifter in Loschwitz
- Schaufußstraße: Ludwig Wilhelm Schaufuß (1833–1890), Gründer des naturhistorischen Museums „Ludwig Salvator“ in Blasewitz
- Schaumbergerstraße: Heinrich Schaumberger (1843–1874), Volksschriftsteller
- Schedlichstraße: Franz Emil Schedlich (1847–1890), Rechtsanwalt, Kommunalpolitiker, Mitbegründer und Vorsitzender des Allgemeinen Mietbewohnervereins
- Scheidemantelstraße: Karl Scheidemantel (1859–1923), Sänger und Direktor der Dresdner Oper
- Schenkendorfstraße: Max von Schenkendorf (1783–1817), Schriftsteller
- Schevenstraße: Katharina Scheven (1861–1922), Führerin der Frauenbewegung und Kommunalpolitikerin in Dresden
- Schillerplatz, Schillerstraße: Friedrich von Schiller (1759–1805), Dichter
- Schillingplatz: Johannes Schilling (1828–1910), Bildhauer, Ehrenbürger der Stadt Dresden
- Schinkelstraße: Karl Friedrich Schinkel (1781–1841), Architekt und Maler
- Schleiermacherstraße: Friedrich Ernst Daniel Schleiermacher (1768–1834), Theologe und Philosoph
- Schlömilchstraße: Oskar Schlömilch (1823–1901), Professor für höhere Mathematik und Mechanik am Polytechnikum
- Schlüterstraße: Franz Schlüter (1833–1901), Kommerzienrat und Stifter in Dresden
- Schnorrstraße: Julius Schnorr von Carolsfeld (1794–1872), Maler und Zeichner, Professor an der Kunstakademie und Direktor der Gemäldegalerie in Dresden
- Schoberstraße: Friedrich Immanuel Schober (1760–1849), Stifter der Laubegaster Schule[46]
- Schönburgstraße: Familie Schönburg-Waldenburg, Schlossherrschaft in Hermsdorf von 1865 bis 1945
- Schongauerstraße: Martin Schongauer (1445–1491), Maler und Kupferstecher
- Schopenhauerstraße: Arthur Schopenhauer (1788–1860), Philosoph
- Schreberstraße: Daniel Gottlob Moritz Schreber (1808–1861), Arzt und Pädagoge, Wegbereiter der Kleingartenbewegung
- Schroeterstraße: Johann Hieronymus Schroeter (1745–1816), Astronom, Vater der Mondtopographie
- Schubertstraße: Franz Schubert (1797–1828), Komponist
- Schuchstraße: Ernst von Schuch (1846–1914), Generalmusikdirektor der Dresdner Oper
- Schulze-Delitzsch-Straße: Hermann Schulze-Delitzsch (1808–1883), Volkswirtschaftler, Begründer der Erwerbs- und Wirtschaftsgenossenschaften
- Schumannstraße: Robert Schumann (1810–1856), Komponist
- Schunckstraße: Helene Schunck (1846–1913), Stifterin und Wohltäterin in Briesnitz
- Schurichtstraße: Christian Friedrich Schuricht (1753–1832), Architekt und Baumeister
- Schwenkstraße: Georg Schwenk (1863–1936), Maler und Schriftsteller in Loschwitz und Friedrich Wilhelm Schwenk (1830–1871), Bildhauer
- Schwindstraße: Moritz von Schwind (1804–1871), Maler und Grafiker
- Sebastian-Bach-Straße: Johann Sebastian Bach (1685–1750), Komponist
- Seebachstraße: Nikolaus Graf von Seebach (1854–1930), Generaldirektor der Dresdner Oper
- Seeligstraße: Hermann Theodor Seelig (1850–1904), Postagent und erster Ortschronist in Langebrück[47]
- Semmelweisstraße: Ignaz Philipp Semmelweis (1818–1865), Arzt und Professor für Geburtshilfe in Pest (Budapest)
- Semperstraße: Gottfried Semper (1803–1879), Architekt und Kunsthistoriker, Professor an der Dresdner Kunstakademie
- Senefelderstraße: Alois Senefelder (1771–1834), Erfinder der Lithografie
- Seumestraße: Johann Gottfried Seume (1763–1810), Schriftsteller und Publizist
- Sickingenstraße: Franz von Sickingen (1481–1523), Reichsritter und Förderer der Reformation
- Sidonienstraße: Sidonie von Sachsen (1834–1862), Tochter des Königs Johann
- Siebekingstraße: Gustav Wilhelm Hugo Siebeking (1840–1893), Oberlehrer und Stifter in Dresden
- Siemensstraße: Ernst Werner von Siemens (1816–1892), Erfinder und Unternehmer, Mitbegründer der Elektrotechnik
- Sierksstraße: Hans Ludwig Sierks (1877–1945), Stadtbaurat in Dresden, Antifaschistischer Widerstandskämpfer
- Silbermannstraße: Gottfried Silbermann (1683–1753), sächsischer Orgel- und Klavierbauer
- Silberweg: Helene Silber, Stifterin auf dem Weißen Hirsch
- Silcherstraße: Friedrich Silcher (1789–1860), Komponist und Förderer des deutschen Volksgesanges
- Simrockstraße: Karl Simrock (1802–1876), Literaturhistoriker und Dichter
- Singerstraße: Paul Singer (1844–1911), sozialdemokratischer Politiker und Reichstagsabgeordneter
- Sophienstraße: Sophie von Brandenburg (1568–1622), Gemahlin des Kurfürsten Christian I. von Sachsen
- Spenerstraße: Philipp Jakob Spener (1635–1705), Oberhofprediger in Dresden, Begründer des Pietismus
- Spittastraße: Philipp Spitta (1801–1859), Superintendent und Dichter
- Spitzwegstraße: Carl Spitzweg (1808–1885), Maler und Illustrator
- Spohrstraße: Louis Spohr (1784–1859), Komponist und Geigenvirtuose
- Stangestraße: Nicolaus Stange (1819–1902), russischer Staatsrat, Stifter auf dem Weißen Hirsch
- Stauffenbergallee: Claus Schenk Graf von Stauffenberg (1907–1944), Oberst und Generalstabsoffizier, Patriot und Gegner des Naziregimes
- Steglichstraße: Hermann Steglich (1858–1920), Steinmetz und Gemeinderat in Loschwitz
- Steinadlerstraße: Richard Heinrich Mathias Steinadler (1862–1934), Arzt in Dresden-Plauen
- Steinheilstraße: Carl August von Steinheil (1801–1870), Mathematiker und Physiker
- Stephanienplatz, Stephanienstraße: Stéphanie de Beauharnais (1789–1860), Großmutter der sächsischen Königin Carola
- Stephanstraße: Heinrich von Stephan (1831–1897), Generalpostmeister, Schöpfer des einheitlichen Postwesens in Deutschland
- Stephensonstraße: George Stephenson (1781–1848), Ingenieur und Konstrukteur von Dampflokomotiven
- Stiehlerstraße: Karl Gottfried Stiehler (1822–1911), Steuereinnehmer, Erbauer der Stiehlerstraße
- Stöckelstraße: Johannes Georg Stöckel (1855–1923), Rechtsanwalt, Stadtverordnetenvorsteher und Ehrenbürger von Dresden
- Stollestraße: Ferdinand Stolle (1806–1872), Schriftsteller
- Straußstraße: Moritz August Strauß (1835–1904), Kirchschullehrer und Gemeindevorstand in Loschwitz
- Stresemannplatz: Gustav Stresemann (1878–1929), Sozialpolitiker, Reichskanzler und Außenminister der Weimarer Republik, Friedensnobelpreisträger
- Struvestraße: Friedrich Adolph August Struve (1781–1840), Apotheker in Dresden, Erfinder des künstlichen Mineralwassers
- Stübelallee: Paul Alfred Stübel (1827–1895), Oberbürgermeister in Dresden von 1877 bis 1895
- Stürenburgstraße: Heinrich Stürenburg (1847–1934), Studienrat, Rektor der Kreuzschule
- Suttnerstraße: Bertha von Suttner (1843–1914), Pazifistin, Schriftstellerin, Friedensnobelpreis 1905

## T
- Taegerstraße: Karl Hanns Taeger (1856–1937), Kunstmaler in Langebrück
- Tauberthstraße: Otto Volkmar Tauberth (1816–1871), Ingenieur, Mitarbeit beim Bau der ersten Elbedampfschiffe und der Lokomotive Saxonia[48]
- Tauscherstraße: Karl Tauscher (1819–1890), Gemeindevorstand in Blasewitz, Mitbegründer des Waldparks
- Terscheckstraße: Carl Adolf Terscheck (1782–1869), Hofgärtner in Dresden
- Thäterstraße: Julius Thaeter (1804–1870), Zeichner und Kupferstecher, Zeichenlehrer an der Kunstakademie Dresden
- Theilestraße: Friedrich Theile (1814–1899), Arzt, Chronist in Lockwitz
- Theodor-Fontane-Straße: Theodor Fontane (1819–1898), Schriftsteller und Journalist
- Theodor-Friedrich-Weg: Theodor Friedrich (1829–1891), Dresdner Architekt und Stadtbaurat
- Theodor-Storm-Straße: Theodor Storm (1817–1888), Dichter
- Therese-Malten-Straße: Therese Malten (1853–1930), Kammersängerin in Dresden
- Theresienstraße: Maria Theresia (1767–1827), Gemahlin des Königs Anton von Sachsen
- Thielaustraße: Ernst Florian von Thielau, Amtshauptmann von 1890 bis 1897, Wohltäter in Blasewitz
- Thiemestraße: Karl Friedrich Ludwig Thieme (1840–1918), Arzt und Stifter in Dresden
- Thomaestraße: Johann Benjamin Thomae (1682–1751), Dresdner Bildhauer
- Thomas-Mann-Straße: Thomas Mann (1875–1955), Schriftsteller, Nobelpreisträger für Literatur (1929)
- Thomas-Müntzer-Platz: Thomas Müntzer (um 1490–1525), Prediger und Führer der Aufständischen im Deutschen Bauernkrieg
- Thömelstraße: Emil Bernhard Thömel (1857–1941), Gemeindevorstand und Wohltäter in Kleinzschachwitz
- Thormeyerstraße: Gottlob Friedrich Thormeyer (1775–1842), Architekt und Hofbaumeister in Dresden
- Tichatscheckstraße: Joseph Tichatschek (1807–1886), Hofopernsänger in Dresden
- Tichystraße: Hans Tichy (1888–1970), Mediziner, Gründer des Rheumainstituts Klotzsche
- Tieckstraße: Ludwig Tieck (1773–1853), Dichter und Dramaturg in Dresden
- Tiedgestraße: Christoph August Tiedge (1752–1841), Dichter in Dresden
- Timaeusstraße: August Friedrich Christian Timaeus (1794–1875), Schokoladenfabrikant in Dresden
- Tirmannstraße: Nikolaus Tirmann († 1437), Stadtschreiber, Rektor der Kreuzschule und Bürgermeister in Dresden
- Tischerstraße: Ernst Traugott Tischer (1820–1897), Braumeister und Stifter in Dresden[49]
- Tittmannstraße: Carl Christian Tittmann (1744–1820), Superintendent in Dresden, Schriftsteller und Reformer
- Tizianstraße: Tiziano Vecellio (1477–1576), italienischer Maler
- Toeplerstraße: August Toepler (1836–1912), Professor für Experimentalphysik in Dresden
- Tögelstraße: Christian Gottlob Tögel (1791–1845) und Julius Hermann Tögel (1822–1893), Ortschronisten in Lockwitz[50][51]
- Tolstoistraße: Lew Nikolajewitsch Tolstoi (1828–1910), russischer Schriftsteller
- Toni-Sender-Straße Siddonie Zippora (Toni) Sender, (1888–1964), Politikerin und Journalistin
- Traubestraße: Joseph Traube († 1886), Kaufmann und Stifter in Gruna
- Traugoth-Schmiedgen-Straße: Traugoth Schmiedgen (1859–1933), Gastwirt in Rähnitz, Erbauer der Straße
- Traute-Richter-Straße: Traute Richter (1924–1986), Schauspielerin in Dresden
- Trentzschweg: Karl Friedrich Trentzsch (1821–1887), Müller in Trachau und Pieschen, Gastwirt in Kaditz[52]
- Trobischstraße: Johann Heinrich Trobisch (1843–1918), Gutsbesitzer in Trachau, Stifter des Bauplatzes der Apostelkirche[53]
- Trübnerstraße: Wilhelm Trübner (1851–1917), Maler
- Tschirnhausstraße: Ehrenfried Walther von Tschirnhaus (1651–1708), Philosoph, Naturforscher, Mitentdecker des Porzellans
- Tzschimmerstraße: Gabriel Tzschimmer (1629–1694), Bürgermeister in Dresden von 1682 bis 1694 und Hofchronist
- Tzschirnerplatz: Samuel Erdmann Tzschirner (1812–1870), Advokat, Mitglied der sächsischen provisorischen Regierung (1849)

## U
- Uhdestraße: Fritz von Uhde (1848–1911), Maler
- Uhlandstraße: Ludwig Uhland (1787–1862), Dichter und Literaturwissenschaftler
- Ulrichstraße: Pauline Ulrich (1835–1916), Hofschauspielerin in Dresden
- Uthmannstraße: Gustav Adolf Uthmann (1867–1920), Arbeiterchordirigent und Laienkomponist

## V
- Valeria-Kratina-Weg: Valeria Kratina (1892–1983), Tänzerin, Choreografin und Pädagogin in Dresden
- Van-Gogh-Straße: Vincent van Gogh (1853–1890), niederländischer Maler und Grafiker
- Victor-Klemperer-Straße: Victor Klemperer (1881–1960), Sprach- und Literaturwissenschaftler, Professor an der TH Dresden
- Viktor-Böhmert-Weg: Viktor Böhmert (1829–1918), Professor für Nationalökonomie und Statistik an der TH Dresden
- Virchowstraße: Rudolf Virchow (1821–1902), Pathologe und Anthropologe, Abgeordneter des Reichstages
- Vitzthumstraße: Rudolf Vitzthum von Apolda (1572–1639), Stifter eines Gymnasiums in Dresden
- Vogelsteinstraße: Carl Christian Vogel von Vogelstein (1788–1868), Maler in Dresden
- Voglerstraße: Christian Heinrich Vogler (1658–1746), Bürgermeister in Dresden von 1707 bis 1744[54]
- Vollmarstraße: Georg von Vollmar (1850–1922), sozialdemokratischer Politiker
- Vollsackstraße: Georg Edmund Vollsack († 1912), Kaufmann und Stifter in Gruna
- Voßstraße: Johann Heinrich Voß (1751–1826), Lehrer, Dichter, Übersetzer und Altertumsforscher

## W
- Wächterstraße: Karl Georg von Wächter (1797–1880), Jurist und Strafrechtler, Mitbegründer des Deutschen Juristentages
- Wägnerstraße: Emil Wägner (1853–1927), Architekt und Baurat, Gemeinderatsmitglied in Blasewitz
- Waldemarstraße: August Waldemar Höpfner, Fabrikant und Gemeinderatsmitglied in Kaditz
- Waldmüllerstraße: Charles Edouard Duboc (Robert Waldmüller) (1822–1910), Schriftsteller, Präsident der Schiller-Stiftung
- Wallotstraße: Paul Wallot (1841–1912), Architekt, Professor für Baukunst in Dresden
- Walpurgisstraße: Maria Antonia Walpurgis (1724–1780), Gemahlin des Kurfürsten Friedrich Christian von Sachsen
- Walter-Arnold-Straße: Walter Arnold (1909–1979), Bildhauer und Grafiker, Professor an der Dresdner Kunstakademie
- Walter-Peters-Straße: Walter Peters († 1944), Maschinenarbeiter, Antifaschistischer Widerstandskämpfer[55]
- Waltherstraße: Hermann Walther (1815–1871), Oberarzt am Stadtkrankenhaus Dresden-Friedrichstadt
- Wasaplatz: Gustav von Schweden (Wasa) (1799–1877), Vater der Königin Carola
- Washingtonstraße: George Washington (1732–1799), amerikanischer Staatsmann
- Weberplatz: Carl Maria von Weber (1786–1826), Komponist, Musikschriftsteller und Kapellmeister in Dresden, Schöpfer der deutschen Nationaloper
- Weinligstraße: Albert Christian Weinlig (1812–1873), Ministerialdirektor, Förderer der sächsischen Industrie
- Weißbachstraße: Karl Weißbach (1841–1905), Architekt, Professor an der TH Dresden
- Weltestraße: Welte, Besitzer der Weltemühle bis 1899
- Welzelstraße: Paul Welzel (1864–1921), Buchdruckereibesitzer und Gemeindeältester in Lockwitz[56]
- Wendel-Hipler-Straße: Wendel Hipler (um 1465–1526), Bauernführer
- Werner-Hartmann-Straße: Werner Hartmann (1912–1988), Physiker, Professor an der TH Dresden
- Wernerplatz: Abraham Gottlob Werner (1749–1817), Inspektor und Lehrer der Freiberger Bergakademie, Vater der Geologie
- Wettiner Platz: Wettiner, Fürstengeschlecht
- Wieckestraße: Paul Wiecke (1862–1944), Schauspieler und Schauspieldirektor in Dresden
- Wielandstraße: Christoph Martin Wieland (1733–1813), Dichter und Übersetzer
- Wigardstraße: Franz Jacob Wigard (1807–1885), Dresdner Stadtrat, Förderer der Stenografie und des Turnerwesens
- Wilhelm-Bölsche-Straße: Wilhelm Bölsche (1861–1939), Schriftsteller und Naturphilosoph
- Wilhelm-Buck-Straße: Wilhelm Buck (1869–1945), Ministerpräsident von Sachsen 1920–1923
- Wilhelm-Busch-Straße: Wilhelm Busch (1832–1908), Dichter und Zeichner
- Wilhelm-Franke-Straße: Wilhelm Franke (1891–1945), Stadtverordneter, Dresdner Antifaschist
- Wilhelm-Franz-Straße: Wilhelm Franz (1819–1903), Gemeindeältester und Ehrenbürger von Cotta
- Wilhelminenstraße: Wilhelmine Simmig, Ehefrau Adolf Simmigs, des Erbauers der Straße
- Wilhelmine-Reichard-Ring: Wilhelmine Reichard (1788–1848), erste deutsche Ballonfahrerin
- Wilhelm-Külz-Straße: Wilhelm Külz (1875–1948), Oberbürgermeister in Dresden 1931–1933
- Wilhelm-Lachnit-Straße: Wilhelm Lachnit (1899–1962), Maler und Grafiker, Professor an der Dresdner Kunstakademie
- Wilhelm-Liebknecht-Straße: Wilhelm Liebknecht (1826–1900), sozialdemokratischer Politiker und Journalist, Reichstags- und Landtagsabgeordneter
- Wilhelm-Müller-Straße: Wilhelm Müller (1794–1827), Dichter
- Wilhelm-Raabe-Straße: Wilhelm Raabe (1831–1910), Dichter und Romanschriftsteller
- Wilhelm-Rudolph-Straße: Wilhelm Rudolph (1889–1982), Maler und Grafiker, Professor an der Dresdner Kunstakademie, Ehrenbürger von Dresden
- Wilhelm-Weitling-Straße: Wilhelm Weitling (1808–1871), Schneider, Frühsozialist und Revolutionär
- Wilhelm-Wolf-Straße: Wilhelm Wolff (1809–1864), führender Funktionär des Bundes der Kommunisten
- William-Shakespeare-Straße: William Shakespeare (1564–1616), englischer Dramatiker, Schauspieler und Dichter
- Williamstraße: William Fichtner, Architekt; Sohn des Baumeisters Ferdinand Fichtner
- Winckelmannstraße: Johann Joachim Winckelmann (1717–1768), Bibliothekar, Begründer der deutschen Altertumswissenschaft
- Wittenstraße: Hans Witten (1470/80–nach 1522), erzgebirgischer Bildhauer im 16. Jahrhundert
- Wöhlerstraße: Friedrich Wöhler (1800–1882), Chemiker
- Wolfgang-Mischnick-Straße: Wolfgang Mischnick (1921–2002), langjähriger Vorsitzender der FDP-Fraktion im Bundestag
- Wollnerstraße: Robert Wollner (1854–1927), Fabrikbesitzer, Stifter und Gemeinderatsmitglied in Wachwitz
- Wüllnerstraße: Franz Wüllner (1832–1902), Komponist und Hofkapellmeister, Künstlerischer Direktor des Konservatoriums in Dresden
- Wunderlichstraße: Arthur Bruno Wunderlich (1848–1909), Generalkonsul, Kaufmann und Stifter in Loschwitz
- Wundtstraße: Wilhelm Max Wundt (1832–1920), Mediziner und Psychologe
- Wuttkestraße: Robert Wuttke (1859–1914), Professor für Nationalökonomie und Statistik an der TH Dresden

## Z
- Zahnsgasse: Zahn, Dresdner Bürgerfamilie im Mittelalter
- Zamenhofstraße: Ludwik Lejzer Zamenhof (1859–1917), polnischer Arzt und Sprachforscher, Erfinder des Esperanto
- Zeiss-Abbe-Straße: Carl Zeiss (1816–1888), Feinmechaniker, Optiker und Industrieller und Ernst Abbe (1840–1905), Physiker, Professor und Industrieller
- Zelenkastraße: Jan Dismas Zelenka (1679–1745), Kirchenkomponist und Kontrabassist an der Dresdner Hofkapelle
- Zeppelinstraße: Ferdinand Graf von Zeppelin (1838–1917), Erfinder des Luftschiffes
- Zeunerstraße: Gustav Anton Zeuner (1828–1907), Professor für technische Mechanik und theoretische Maschinenlehre, Direktor des Polytechnikums in Dresden
- Zieglerstraße: Ziegler, Dresdner Ratsgeschlecht im Mittelalter
- Zinggstraße: Adrian Zingg (1734–1816), Schweizer Maler und Kupferstecher in Dresden
- Zinzendorfstraße: Nikolaus Ludwig Graf von Zinzendorf (1700–1760), Gründer der Herrnhuter Brüdergemeine
- Zöllnerstraße: Carl Friedrich Zöllner (1800–1860), Gesangslehrer, Komponist und Leiter von Männergesangsvereinen
- Zweibrüderweg: Brüder Karl und Gustav Pietzsch, Erbauer der Straße, Gründer des Ortsteiles Neurochwitz („Kamerun“)
- Zwinglistraße: Ulrich Zwingli (1484–1531), Schweizer Reformator